# True Blood

Logovariante vom Promotionposter

True Blood (Anhörenⓘ) (englisch für „Echtes Blut“) ist eine US-amerikanische Drama-Fernsehserie mit Horror- und Fantasy-Elementen von Alan Ball. Sie wurde am 7. September 2008 erstmals beim Bezahlsender HBO ausgestrahlt. True Blood spielt in der Gegenwart und basiert auf der Buchreihe Sookie Stackhouse von Charlaine Harris. Die Serie hat den Aufbruch der Vampire in die amerikanische Gesellschaft und die Koexistenz mit den Menschen zum Thema. True Blood spielt in einer kleinen fiktiven Stadt in Louisiana und zeigt Parallelen zur Emanzipation Homosexueller und den Umgang mit der schwarzen Bevölkerung in den reaktionären Südstaaten der USA. Im Mittelpunkt steht die Liebesgeschichte zwischen Sookie Stackhouse, einer mit telepathischen Fähigkeiten ausgestatteten, von Grund auf guten jungen Frau, und dem Vampir Bill Compton. Die Serie endete nach sieben Staffeln Ende August 2014.

## Handlung
Die Grundidee der Serie basiert auf TruBlood, einem synthetischen Blut, das ursprünglich von japanischen Wissenschaftlern für die Medizin entwickelt wurde. Das Getränk gewinnt unter den bislang versteckt am Rande der Gesellschaft lebenden Vampiren Beliebtheit. Weil sie nun nicht mehr gezwungen sind, zum Überleben Menschen zu beißen, können sie sozialkonformes Verhalten zeigen und sich in die Mehrheitsgesellschaft integrieren.
Dabei spalten sich die Meinungen der Vampire: die emanzipationswilligen Vampire, die eine sehr positive Einstellung zur modernen Gesellschaft haben, und Vampire, die sich lieber ihren sexuellen Exzessen hingeben und Menschen anfallen. Der einfache Vampirbiss macht die Menschen noch nicht zu Vampiren; hierfür muss ein komplexes Ritual durchlaufen werden. Viele Menschen sehen in dem Biss eine starke Erotik.
Die in sich abgeschlossenen Staffeln der Serie behandeln jeweils ein großes, mythologisch angehauchtes Thema. So stört in der ersten Staffel ein Vampire hassender Mörder das Leben in Bon Temps. In der zweiten Staffel ist es eine mit massenhypnotischen und gestaltwandlerischen Fähigkeiten ausgestattete, zutiefst böse Mänade. In der dritten Staffel werden die Vampire von einer machtgierigen und V-süchtigen Dynastie von Werwölfen, die von einem Vampirkönig angeführt werden, der nichts von der Emanzipation der Vampire hält, bedroht. In der vierten Staffel taucht eine mächtige rachsüchtige Hexe auf und in der fünften Staffel kommt die Autorität, welche sechs Kanzler und einen Hüter beinhaltet, zum Vorschein.

### Erste Staffel
Die Serie spielt im fiktiven, mit einem sprechenden Namen versehenen Bon Temps, einer im ebenfalls fiktiven Renard Parish gelegenen Kleinstadt im US-amerikanischen Bundesstaat Louisiana.
Die Kellnerin Sookie Stackhouse besitzt die Fähigkeit, die Gedanken der Menschen zu hören. Sie ist begeistert, als sie ihren ersten Vampir, Bill Compton, kennenlernt, der als Gast die Bar Merlotte’s, in der sie arbeitet, aufsucht. Als ein Paar versucht, ihm das Blut abzupumpen, um es als Droge weiterzuverkaufen, rettet sie ihm das Leben. Sookie fühlt sich immer mehr zu dem mysteriösen Bill hingezogen, sehr zum Missfallen ihres in sie verliebten Chefs Sam Merlotte. Als sich das Paar an Sookie rächt und sie schwer misshandelt, rettet Bill sie und gibt ihr sein Blut zu trinken. Daraufhin sind Sookies Sinne empfänglicher für äußere Reize und im Besonderen für Bills körperliche Präsenz.
Als Maudette Pickens in Bon Temps ermordet wird, gerät Sookies Bruder Jason, der mit Pickens eine Affäre hatte, unter Mordverdacht, wird jedoch durch ein Video der Affäre entlastet. Auf einem anderen Video ist auch zu sehen, dass Maudette Sex mit einem Vampir hatte, dieses Video tauchte aber nicht auf. Kurz darauf werden auch Jasons Freundin, die Kellnerin Dawn Green, sowie Sookies Großmutter Adele ermordet. Es scheint, dass die Opfer Vampiren gegenüber aufgeschlossen waren; die beiden jungen Frauen weisen sogar Bissspuren auf, die auf ein Verhältnis mit Vampiren hindeuten. Obwohl es keinerlei weitere Beweise gibt, vermuten die Einheimischen daher einen Vampir als Täter. Dies gipfelt in einem Brandanschlag einiger Hinterwäldler, bei dem drei Vampire und ein Fangbanger sterben.
Jason macht erste Erfahrungen mit der Droge V, also echtem Vampirblut. V ist eine starke illegale Droge, die das menschliche Bewusstsein erweitert und sämtliche Sinne vampirgleich schärft. Als Jason V erwerben möchte, lernt er in der Vampirbar Fangtasia Amy Burley kennen, die sich rasch als V-Süchtige entpuppt. Er beginnt eine Liebesbeziehung mit ihr. Zusammen entführen sie einen Vampir namens Eddi, um dessen Blut nach Belieben abzapfen zu können. Jason entwickelt Mitleid und Sympathie für den Vampir, doch Amy pfählt ihn vor seinen Augen. Als schließlich auch Amy erdrosselt wird, fällt der Verdacht erneut auf Jason.
Sookie macht indes weitere Bekanntschaften mit anderen Vampiren. Im Fangtasia rettet Bill sie vor einem anderen Vampir, den Sookie mit Hilfe ihrer mentalen Fähigkeiten als Dieb überführt, und tötet ihn. Für dieses schwere Vergehen muss er sich vor dem Magister verantworten, der Richter und Inquisitor für Vampire in einer Person ist. Dieser verurteilt Bill dazu, einen neuen Vampir zu erschaffen, wozu ihm das wimmernde Mädchen Jessica Hamby vorgeführt wird.
Während Jason in Untersuchungshaft sitzt, macht sich dessen Freund und Kollege Rene Lenier an Sookie heran. Als dieser versucht sie zu töten, wird klar: Rene ist der Serienmörder, voller Hass auf Vampire und Vampirsympathisanten. Aus diesem Grund tötete er seine Schwester, eine Fangbangerin, und setzte sich unter neuem Namen nach Bon Temps ab. Dort ermordete er zwei weitere Fangbanger, Adele Stackhouse und die V-süchtige Amy. Nach ihrer Flucht vor Rene auf einen Friedhof eilen ihr Sam und Bill, obwohl es helllichter Tag ist, zu Hilfe. Sookie gelingt es schließlich, Rene mit einer Schaufel zu enthaupten. Bill erleidet durch das Sonnenlicht schwere Verbrennungen, er wird von ihr und Sam, im Versuch ihn noch zu retten, in ein leeres Grab gelegt und mit Erde bedeckt. In der nächsten Nacht steht er, sehr zu Sookies Verwunderung und Freude, vollständig geheilt vor ihrer Tür.

### Zweite Staffel
Sookie wird in der zweiten Staffel von einer mysteriösen Kreatur angegriffen und vergiftet. Bill fährt sie ins Fangtasia, wo Dr. Ludwig sie heilt. Dort entdeckt Sookie den festgehaltenen V-Dealer Lafayette und bietet ihre Dienste im Austausch für seine Freilassung an. Eric schickt sie nach Dallas, um seinen Schöpfer Godric zu finden. In Dallas entgeht sie knapp einem Entführungsversuch durch ein Mitglied der Gesellschaft der Sonne, einer vampirhassenden Sekte, die von Reverend Steve Newlin und seiner Frau Sarah geleitet wird. Um herauszufinden, ob sie auch Godric gefangen halten, macht sich Sookie mit Hugo, einem menschlichen Verbündeten der Vampire in Dallas, auf den Weg zur Kirche der Gesellschaft der Sonne. Es stellt sich heraus, dass Godric sich tatsächlich dort aufhält: allerdings freiwillig. Er will dort am nächsten Tag der Sonne begegnen, um Suizid zu begehen. Nachdem Vampire die Kirche stürmen, um ihn zu retten, ruft Godric sie zurück und geht zurück nach Dallas, um ein Gemetzel zu verhindern. Eric fängt zwei für Sookie bestimmte Kugeln mit seinem Körper ab. Da sie daraufhin die Kugeln heraussaugt und sein Blut schluckt, um ihn zu retten, kann er nun, genauso wie zuvor schon Bill, ihre Emotionen spüren. Godric begeht später Selbstmord auf dem Dach des Hotels, indem er dem Sonnenaufgang zusieht.
Währenddessen wurde Sookies Bruder Jason, noch seelisch mitgenommen von den Mordverdächtigungen und seinem Aufenthalt im Gefängnis, von der Gesellschaft der Sonne zu einem Trainingsaufenthalt eingeladen. Dort fällt er den Newlins positiv auf und soll zu einer neuen Führungspersönlichkeit im Kampf gegen die Vampire werden. Nachdem Jason mitbekommt, dass seine Schwester gefangen gehalten wird, stellt er sich gegen die Newlins und hilft Sookie.
Im Merlotte’s stellt Sam die neue Kellnerin Daphne Landry ein, die ebenso eine Gestaltenwandlerin ist wie er selbst, und beginnt eine Beziehung mit ihr. Sie wird jedoch von Eggs, der unter Maryann Forresters Kontrolle steht, getötet. Diese entpuppt sich als Mänade, Anhängerin des Gottes Dionysus, die Wildheit, Wahnsinn und Ekstase in die Menschen pflanzen kann, um letztlich ihrem Gott begegnen zu können. Sie belegt die Bewohner von Bon Temps mit ihrem Bann und Gewalt und Gesetzlosigkeit durchziehen die Stadt.
Um der Mänade Herr zu werden, geht Bill zu der Vampirkönigin von Louisiana, Sophie-Anne. Sie erklärt, dass Mänaden in ihrem Versuch, ihrem Gott zu begegnen, eigentlich den eigenen Tod suchen. Als später Eric die Königin aufsucht, wird offengelegt, dass sie ihr Blut zum Verkauf angeboten hat und Bill weiß, dass Eric damit dealt. Eric soll das Blut rasch verkaufen und Bill zum Schweigen bringen, bevor er dahinterkommt, dass sie selbst dahintersteckt.
In einem finalen Exzess der Bürger von Bon Temps will Maryann endlich ihrem Gott begegnen und schmückt sich wie für eine Hochzeit mit einer unwilligen Sookie als Trauzeugin. Um Sookie zu schützen, übergibt Bill der Mänade Sam. Als Eggs auf Sam mit einem Ritusmesser einsticht und Maryann sich mit Blut bestreicht, wird sie zu der mysteriösen Kreatur vom Anfang und versucht erneut, Sookie zu töten. Doch plötzlich steht ein großes gehörntes Rind vor ihr. Sie glaubt, endlich ihrem Gott gegenüberzustehen. Der Bulle rammt eines seiner Hörner in sie hinein und verwandelt sich in Sam, der ihr das Herz herausreißt. Maryann stirbt und damit wird ihr Bann über die Stadt gebrochen.
Bill lädt Sookie in ein Restaurant ein und macht ihr einen Heiratsantrag. Bevor sie sich entscheidet, macht sie sich auf der Toilette frisch. Als sie an den Tisch zurückkehrt, um Bill ihre Zustimmung zu geben, ist dieser verschwunden.

### Dritte Staffel
Sookie macht sich mit Hilfe von Eric und dem Werwolf Alcide Herveaux auf die Suche nach Bill. Dieser wurde auf Befehl von Russell Edgington, dem König von Mississippi, von V-süchtigen Werwölfen verschleppt. Russell möchte von Bill Informationen, die ihm helfen, die Vampirkönigin Sophie-Anne dazu zu zwingen, ihn zu heiraten. Er interessiert sich auch für Sookie, über die Bill in seinem Haus eine Akte aufbewahrt. Um sie zu schützen, sagt Bill sich von ihr los und erklärt dem König von Mississippi seine Treue. Erst als er erfährt, dass Russell nicht von Sookie ablässt, befreit er sich, um sie zu finden. Damit führt er Russell und seine Wölfe direkt zu ihr. Beide werden gefangen genommen. Bill soll aufgrund seiner Untreue den wahren Tod erleiden; Sookie rettet ihn, indem sie Lorena, die das Urteil vollstrecken sollte, tötet. Anschließend fliehen sie gemeinsam. Sookie gibt dem völlig entkräfteten Bill ihr Blut, dieser ist allerdings nicht bei Bewusstsein und trinkt sie fast zu Tode.
Währenddessen wird Eric von Sophie-Anne, deren Blut er auf ihren Befehl verkauft, an den Magister verraten. Russell hält wenig von der Autorität, der Amerikanischen Vampirliga und deren Bemühungen, mit den Menschen zusammenzuleben und tötet den Magister. Außerdem erpresst er Sophie-Anne mit dem Vampirbluthandel, sodass diese ihn heiratet. In Russells Haus entdeckt Eric die Wikingerkrone seines Vaters, die bei einem Angriff durch Werwölfe, bei dem seine ganze Familie getötet wurde, gestohlen wurde. Er weiß nun, dass Edgington hinter dem Angriff steckt und pfählt dessen Lebensgefährten Talbot.
Sam sucht seine Familie und spürt sie in Arkansas auf. Seine Eltern sind arm und ungebildet. Sein Bruder Tommy ist ein Gestaltwandler wie er selbst und wird zu Hundekämpfen geschickt, um Geld zu verdienen. Sam nimmt ihn bei sich auf und gibt ihm Arbeit im Merlotte’s. Aber er ist unzufrieden mit Tommys Entwicklung, da der sich keine Mühe gibt, lügt und ständig Streit sucht. Als er die Geduld verliert und ihn rausschmeißt, stiehlt Tommy sein ganzes Geld. Sam verfolgt ihn und schießt ihn schließlich an.
Tara lernt im Merlotte’s den Vampir Franklin kennen, der in Bon Temps auf Edgingtons Befehl Informationen über Sookie und Bill sammelt. Die beiden schlafen miteinander. Tara muss allerdings feststellen, dass Franklin ein Psychopath ist, der in ihr seine Vampirbraut sieht. Er hält sie gefangen, vergewaltigt sie und will sie verwandeln. Sie muss ihre ganze Kraft zusammennehmen und ihm die willige Geliebte vorspielen, bis sie sich schließlich befreien kann. Franklin folgt ihr nach Bon Temps, wird jedoch von Jason getötet. Tara hat daraufhin genug von der Stadt und geht.
Lafayette lernt im Pflegeheim seiner Mutter deren Betreuer Jesus kennen. Dieser gibt zu, ein Hexer zu sein und böse Hexer in seiner Familie gehabt zu haben. Nach einem gemeinsamen V-Trip beginnt Lafayette, schreckliche Dinge zu halluzinieren, von denen Jesus glaubt, dass sie womöglich echt sind und Lafayette nur „offener“ für sie geworden ist als er es vorher war.
Jason leidet darunter, Eggs getötet zu haben. Es fällt ihm auch schwer, mit anzusehen, wie Andy wie ein Held verehrt wird, da er die Tat auf sich genommen hat. Er zwingt Andy, ihn im Polizeirevier unterzubringen. Bei einem zufälligen Einsatz im Drogenmekka Hot Shot fängt er einen Drogendealer und lernt die schüchterne Crystal Norris kennen. Er verliebt sich Hals über Kopf in sie und erzählt ihr von einer geplanten Razzia. Sie verlässt daraufhin Hot Shot mit ihrem gewalttätigen Verlobten Felton und bittet Jason, für die verbliebenen Bewohner zu sorgen.
Sookie hat jedes Vertrauen zu Bill verloren und beendet die Beziehung. Dieser ist durch ihr Blut in der Lage, ein paar Minuten in der Sonne zu wandeln, und trifft in einer Art Zwischenreich die Fee Claudine, die ihm mitteilt, dass Sookie Feenblut in sich trägt. Er erzählt Sookie davon. Auch Eric weiß nun, was Sookie ist: Er hat es von ihrer Cousine Hadley erfahren, die im Dienst von Sophie-Anne steht. Von Bill weiß er, dass der Schutz vor der Sonne nur von kurzer Dauer ist. Eric schmiedet einen Plan, um den rachsüchtigen Russell zu besiegen: Er nimmt Sookie gefangen und lockt Edgington mit dem Versprechen ins Fangtasia, er werde mit Hilfe von Sookies Blut in der Sonne wandeln. Da Russell misstrauisch ist, muss auch Eric von Sookie trinken und als Erster hinaus ins Tageslicht treten. Sobald Russell ihm folgt, wird er von Eric mit Silber gefesselt, um gemeinsam mit ihm zu verbrennen. Sookie jedoch rettet Eric und schließlich auch Edgington, da Eric ihm den Frieden nach dem Tod nicht gönnt. Stattdessen wird Russell einbetoniert. Auf der Baustelle versucht Bill, auch Eric loszuwerden, indem er ihn in eine weitere Baugrube wirft und diese mit Zement füllt. Mit Pams Hilfe kann Eric sich befreien und geht geradewegs zu Sookie, der Bill gerade schwört, zu ihrem Schutz jeden umzubringen, der weiß, was sie ist. Eric erzählt Sookie, dass Bill damals von Sophie-Anne nach Bon Temps geschickt wurde, um herauszufinden, was sie ist. Außerdem hat Bill sie verprügeln lassen, um ihr sein Blut geben zu können. Sookie ist am Boden zerstört und schickt beide weg. Sie findet Trost bei der Fee Claudine, mit der sie im Licht verschwindet.

### Vierte Staffel
Sookie wird von Claudine ins Reich der Feen geführt. Sie findet heraus, dass die Feen Menschen mit Feenblut gegen ihren Willen festhalten. Ihr gelingt die Flucht zurück nach Bon Temps. Hier erfährt sie, dass sie ein ganzes Jahr fort gewesen ist. Einiges hat sich verändert: Bill ist jetzt der König von Louisiana, nachdem er mit Hilfe von Nan Flanagan Sophie-Anne getötet hat. Er, Eric und die Amerikanische Vampirliga sind bemüht, das Vertrauen der Menschen zu gewinnen und Russell Edgingtons Tat ungeschehen zu machen. Jason ist nun Polizist und er hat Sookies Haus verkauft. Tara ist verschwunden. Tommy mimt den Invaliden und wohnt bei Maxine Fortenberry. Alcide ist nach Shreveport gezogen und lebt dort mit Debbie, die sich von V fernhält. Arlenes Baby ist da. Andy ist V-süchtig geworden. Alle haben nach Sookie gesucht, und sie schließlich für tot gehalten.
Jesus ist ein Hexer und bittet Lafayette, ihn zu einem Treffen seines Hexenzirkels zu begleiten. Während des Treffens wird ein toter Vogel wieder zum Leben erweckt. Bill erfährt durch eine Informantin davon und erkennt die Hexen als Bedrohung für die Vampire. Er befiehlt Eric, sich darum zu kümmern. Dieser versucht daraufhin den Hexen zu drohen, wird jedoch mit einem Fluch belegt und verliert sein Gedächtnis. Er verlässt fluchtartig den Hexenzirkel und wird zufällig von Sookie gefunden, die ihn mit nach Hause nimmt und ihn dort versteckt. Sookie verliebt sich in den hilflosen sensiblen Eric, ebenso wie dieser in sie und die beiden beginnen eine Beziehung.
Tara, Jesus und Lafayette suchen nach einem Gegenzauber, um den Zorn der Vampire abzuwenden. Sie müssen feststellen, dass es keinen gibt, da Marnie – die Anführerin – von einem Geist besessen war. Dabei handelt es sich um den Geist der spanischen Hexe Antonia, die vor 400 Jahren auf dem Scheiterhaufen brannte, verurteilt und geschändet von Vampiren innerhalb der katholischen Kirche und die daraufhin die Vampire zwang, ins Sonnenlicht zu gehen.
Jason kümmert sich um die Kinder in Hot Shot und bringt ihnen Lebensmittel. Er wird jedoch gefangen genommen. Da die Werpanther infolge jahrelanger Inzucht keinen Nachwuchs mehr bekommen können, beißen Crystal und Felton Jason in der irrigen Annahme, er werde zum Werpanther und könnte mit den Frauen für Nachkommen sorgen. Er wird daraufhin vergewaltigt. Mit Hilfe einer der Frauen kann er entkommen. Auf der Flucht tötet er Felton und trennt sich endgültig von Crystal. Völlig entkräftet wird er schließlich von Hoyt und Jessica gefunden, letztere rettet ihn mit ihrem Blut. Jason fühlt sich nun sexuell zu Jessica hingezogen, die gern mehr erleben will, als ewig mit Hoyt zusammen zu sein. Jessica trennt sich von Hoyt und schläft mit Jason.
Debbie fühlt sich einsam in Shreveport und überredet Alcide, mit ihr gemeinsam dem örtlichen Wolfsrudel beizutreten. Dieses wird von Marcus Bozeman geleitet, der mit der Gestaltenwandlerin Luna ein Kind hat und von ihr getrennt lebt. Marcus findet heraus, dass Sam und Luna sich näherkommen und sagt ihm den Kampf an.
Tommys und Sams Eltern Joe Lee und Melinda werden von Tommy im Kampf getötet, als sie versuchen, ihn erneut zu Hundekämpfen zu zwingen. Der Navaho-Legende entsprechend ist Tommy dadurch in der Lage, sich in andere Menschen zu verwandeln. In Gestalt von Sam feuert er Sookie und schläft mit Sams Schwarm Luna. Sam findet dies heraus und verbannt Tommy aus seinem Leben. Dieser versucht, seinen Fehler wieder gutzumachen, indem er sich in einem Kampf gegen das Wolfsrudel um Marcus für Sam ausgibt und dessen Prügel einsteckt. Alcide schreitet schließlich gegen den unfairen Kampf ein und bringt den schwer verletzten Tommy zu Sam. Die beiden Brüder verzeihen einander und Tommy stirbt. Sam will an Marcus Rache üben, wird jedoch von Alcide in Schach gehalten. Alcide gerät jedoch in Rage, da er sich von Debbie verraten fühlt, die zu Marcus hält, und tötet Marcus im Affekt. Alcide trennt sich von Debbie. Die macht Sookie für alles verantwortlich und will sie töten.
Antonia ergreift dauerhaft Besitz von Marnie und zettelt einen Krieg gegen die Vampire an. Sie versucht, sie bei Tageslicht ins Freie zu bringen, bewaffnet die Teilnehmer des Hexenzirkels mit Holzmunition und macht einige der Sheriffs von Louisiana zu ihren willenlosen Marionetten und lässt sie bei einer öffentlichen Propagandaveranstaltung der amerikanischen Vampirliga auf das sterbliche Publikum los. Dem gegenüber steht Bill, der seine Untertanen schützen will. Marnie macht auch Eric zu ihrem Werkzeug und gibt ihm den Auftrag, Bill umzubringen. Sookie kann das in letzter Sekunde verhindern, indem sie ihre Feenkräfte gegen Eric wendet. Dies hat zur Folge, dass jeder Bann gelöst wird. Er ist wieder der Alte und kann sich an alles erinnern. Sookie wird daraufhin klar, dass sie sowohl Eric als auch Bill liebt. Sie leidet sehr darunter und entscheidet in der letzten Folge, mit keinem der beiden zusammen zu sein.
Bei einem Besuch bei Jesus Großvater, einem mächtigen Hexer, stellt dieser fest, dass Lafayette ein Medium für die Geister der Toten ist. Jesus kann Antonias Geist mit einem Zauber von Marnie lösen, sodass alle Schutzzauber um Marnie fallen und sie von Bill und Eric getötet werden kann. Marnies Geist nimmt jedoch Lafayettes Körper ein. Sie verlangt von Jesus, ihr seine Zauberkräfte zu geben und droht ihm damit, Lafayette zu verletzen. Jesus stimmt zu und wird im Zuge der Übertragung von Marnie erstochen. Tara, Holly und Sookie rufen die Geister ihrer Freunde und Familien zusammen (darunter auch Antonia und Adele Stackhouse), die Marnie davon überzeugen, dass die Vampire mit der Unsterblichkeit ausreichend gestraft sind. Marnie geht mit den Geistern und findet Frieden.
Andy Bellefleur gerät immer tiefer in die V-Abhängigkeit, bis Terry ihm eindringlich zuredet. Er trifft im Wald eine Fee und schläft mit dieser.
Nan Flanagan, die die ganze Zeit die Interessen der amerikanischen Vampirliga, welche von den Vampiren Autorität genannt wird, über den Schutz der Vampire von Louisiana gestellt hat, sucht Bill auf. Sie wurde aus der Liga ausgestoßen und hat den Befehl, sowohl Bill als auch Eric den wahren Tod zu bringen. Sie denkt, dass sie danach selbst getötet wird und will mit ihnen einen Bund gegen die Vampirliga gründen. Sie erpresst beide mit ihrem Wissen um Sookies Besonderheit als Fee. Eric tötet ihre menschliche Eskorte und Bill pfählt Nan.
In der letzten Folge taucht Debbie vor Sookies Haustür auf und schießt auf Sookie, trifft aber Tara, die schwer verletzt wird. Sookie erschießt daraufhin Debbie. Arlene erscheint der Geist von Rene, der sie eindringlich vor Terry warnt. Alcide entdeckt, dass Russell Edgington aus seinem Betongefängnis entkommen ist. Pam ist wütend auf Eric, der sich von ihr losgesagt hat um Sookie zu schützen. Vor Jasons Haustür steht Reverand Steve Newlin, der ein Vampir geworden ist.

### Fünfte Staffel
Tara wird tödlich verletzt und so wird Pam von Lafayette und Sookie darum gebeten, aus ihr einen Vampir zu machen. Pam willigt ein. Tara ist alles andere als begeistert davon, in ein ihr derart verhasstes Geschöpf verwandelt worden zu sein. Sie meidet ihre Freunde und findet stattdessen Zugang zu ihrer Macherin.
Debbies Leiche wird von Lafayette und Sookie im Garten vergraben. Sookie gibt Alcide gegenüber den Mord zu, der ihn wiederum Marcus Bozeman unterschiebt.
Reverend Steve Newlin, frischgebackener Vampir, gesteht Jason seine Zuneigung, und kann nur durch Jessicas energische Verteidigung ihres „Besitzes“ zur Raison gebracht werden. Er wird von der Vampirautorität als PR-Mann und Nachfolger von Nan Flanagan angeheuert.
Eric und Bill werden von Sicherheitsleuten der Autorität abgeholt, um zum Verschwinden von Nan befragt zu werden. Unter ihnen befindet sich auch Erics „Schwester“ Nora, die die beiden befreit. Alle drei werden jedoch gestellt und als Verräter an der „Mainstreaming-Bewegung“ gefangen genommen. Unter der Silberfolter sollen sie gestehen, tatsächlich Anhänger der Urvampirin Lilith zu sein, die laut Vampirbibel das Herrschergeschöpf darstellt. Sie können einen Deal mit den Kanzlern der Autorität aushandeln: Sie wollen den entkommenen Russell Edgington gefangen nehmen, den größten Feind des Mainstreamings und der guten Beziehungen zwischen Mensch und Vampir. Sie machen sich auf die Suche nach dem 3000 Jahre alten Vampir und finden heraus, dass er von einem Mitglied der Autorität befreit wurde. Bill kann Eric davon abhalten, Russell selbst zu pfählen, und so liefern sie ihn der Autorität aus, wofür zumindest von ihrer Verurteilung zum wahren Tod abgesehen wird.
Als Russell exekutiert werden soll, schlägt dies dank Hilfe des Autoritätsmitgliedes Salome fehl, und er tötet stattdessen Roman, den Kopf des Mainstreamings und Hüter der Autorität. Daraufhin werden alle Kanzler vor die Wahl gestellt, Lilith zu folgen oder den wahren Tod zu erleiden. Sie alle, auch Eric und Bill, entscheiden sich für Lilith und richten, nachdem sie Tropfen des Blutes ihrer Gottheit getrunken haben, ein Blutbad unter Menschen an. Mainstreaming ist damit gescheitert. Um dies zu forcieren, ohne die menschlichen Regierungen auf den Plan zu rufen und einen Krieg anzuzetteln, schlägt Bill vor, alle TruBlood-Fabriken in scheinbar terroristischen Akten zu zerstören.
Eric erscheint Godric, der ihn eindringlich vor Lilith warnt. Er findet zusammen mit Nora, die sich ihm anschließt, einen Weg aus dem Gebäude der Autorität.
Das Wolfsrudel von Shreveport sucht nach seinem verschollenen Anführer. Alcide gesteht, ihn getötet zu haben, und soll daraufhin sein Nachfolger werden. Ein anderer Wolf findet jedoch, er habe Anspruch auf diesen Posten. Gestärkt durch Vampirblut von Russell, besiegt er Alcide im Zweikampf. Der sieht in Shreveport wieder ein Rudel an „V“ zugrunde gehen und setzt alles daran, doch noch Rudelführer zu werden. Das gelingt ihm allerdings nur, indem er seinen Kontrahenten tötet – mithilfe von Vampirblut.
Russell ist der stärkste Vampir der Autorität. Er versucht, sie alle von dem Gedanken zu überzeugen, dass sie in der Sonne wandeln sollten, stößt aber auf taube Ohren. Also macht er sich mit seinem Toy Boy Steve Newlin auf Feenjagd. Nachdem er die Feenälteste ausgetrunken hat, ist er beschwingt und unvorsichtig. Eric kann endlich Rache nehmen und ihn pfählen.
Sookie hat von Feen erfahren, dass ihre Eltern von einem Vampir getötet wurden, der von dem Duft ihres Blutes auf einem Heftpflaster angelockt wurde. Mehr noch, sie wurde vor 300 Jahren diesem Vampir namens Warlow versprochen. Das stärkt Jasons Abneigung gegen Vampire, trotz seiner Zuneigung zu Jessica.
Bill hat sich ganz und gar Lilith verschrieben. Er trinkt ungeniert von Menschen und möchte Führer der neuen Vampirbewegung werden, wozu er von Lilith ausgewählt wurde. So tötet er einen Kanzler nach dem anderen. Um ihn zu retten, bringt Eric Sookie in das Gebäude der Autorität. Doch es ist zu spät. Bill fühlt sich durch den Glauben an Lilith befreit von seinen Schuldgefühlen seiner menschlichen Familie gegenüber und von dem Gedanken, ein Wesen der Hölle, ein Fehler in Gottes Plan zu sein. Laut Vampirbibel sind Vampire die von Gott erwählten Geschöpfe. Bill hat alle Kanzler beseitigt und trinkt die Phiole mit Lilith' Blut komplett leer. Er stirbt den wahren Tod und ersteht als eine Art Supervampir aus seiner Blutlache wieder auf.

### Sechste Staffel
Alle können aus dem Autoritätsgebäude entkommen. Der neue Bill taucht kurze Zeit später bei Sookie auf, die ihm misstraut und ihn pfählt, was dieser unbeschadet übersteht. Er hat jede Menge neue Kräfte und den Auftrag, die Vampirrasse zu retten.
Das ist auch bitter nötig, denn Louisianas Gouverneur Truman Burrell hat ihnen den Kampf angesagt. Er hat ein Camp errichten lassen, in dem die Fähigkeiten und das Sozialleben der Vampire erforscht werden sollen. An seiner Seite kämpft Sarah Newlin.
Eric versucht, in Burrell Verständnis für die Vampire zu wecken, indem er dessen Tochter Willa in einen verwandelt. Doch der Gouverneur sperrt sie ins Camp, wie auch alle anderen. Um sich an Eric zu rächen, lässt er dessen Schwester Nora Hep-V – ein neu entwickeltes Hepatitis-Virus – injizieren, worauf sie den wahren Tod stirbt. Im Hinterzimmer des Camps wird die groß angelegte Vernichtung der Vampirrasse vorbereitet: Burrell hat die Tru Blood-Produktion neu gestartet. Es weiß allerdings niemand, dass den Flaschen Hep-V zugesetzt wird. Eric gelingt die Flucht aus dem Camp, wobei er durch Zufall von der Spezialmischung erfährt.
Sookie begegnet einem scheinbar netten Mann mit Feenblut, der sich jedoch als Warlow herausstellt. Dieser berichtet ihr, dass er einst eine Fee war, bis Lilith ihn in einen Feen-Vampir-Hybriden verwandelte. Seine Vampirseite bringt ihn regelmäßig dazu, Feen auszusaugen, wofür er sich hasst. Er hatte damals mit Sookies Vorfahren vereinbart, dass sie ihm gehören solle, damit er aus ihr auch einen Hybriden machen könne. Als ihre Eltern von diesem Plan erfuhren, hatte ihr Vater beschlossen, dass sie lieber sterben solle. Warlow hatte Sookies Eltern getötet, um ihr Leben zu retten. Für Sookie bricht eine Welt zusammen.
Eine von Bills neuen Fähigkeiten ist es, in die Zukunft sehen zu können. Und so weiß er, dass alle seine Mitvampire im Camp den wahren Tod durch Sonnenlicht sterben werden. Er versucht, dies zu verhindern, indem er einem Tru Blood-Ingenieur den Auftrag erteilt Feenblut zu synthetisieren. Sookie verweigert ihm ihre Hilfe. Deshalb lässt er von Jessica Andys Feentöchter entführen. Unglücklicherweise kann Jessica der Versuchung nicht widerstehen und trinkt sie alle aus. Sie selbst ist am meisten entsetzt über ihre Tat und flieht zu Jason. Dem ist allerdings Sarah Newlin über den Weg gelaufen in dem Vorsatz, ihn durch Beischlaf zu retten. Sarah lässt Jessica verhaften und ins Camp bringen. Als Bill das Verschwinden seines Ablegers entdeckt, tötet er Burrell.
Sarah sieht sich nach wie vor als Gottes Werkzeug im Kampf gegen die Vampire. Nach dem Tod des Gouverneurs bewahrt sie Stillschweigen und tut alles, um die Abläufe im Camp nicht zu stören und um die Produktion und Auslieferung des Tru Bloods nicht zu gefährden. Sie geht sogar so weit, die Besitzerin der Tru Blood-Fabrik zu töten, um das Geheimnis der Mixtur zu wahren.
Bills letzte Chance auf Feenblut ist Warlow. Er gelangt zwar in den Besitz seines Blutes, der Wissenschaftler kann es aber nicht vervielfältigen. Bill muss also Warlow ins Camp bringen, damit alle von ihm trinken können. Der Feen-Vampir-Hybride wird allerdings von Sookie im Feenreich versteckt, sodass Bill seinen Vorschlag ihr unterbreiten muss. Sookie bittet ihren neuen Freund den Vampiren ihr zuliebe zu helfen. Dieser verlangt im Gegenzug, dass sie sich von ihm in seinesgleichen verwandeln lässt und für immer bei ihm bleibt.
Sam muss nach der Flucht aus dem Autoritätsgebäude mit ansehen, wie Luna stirbt, da sie sich verausgabt hatte. Kurz vor ihrem Tod bittet sie ihn, ihre Tochter Emma zu behalten und sie nicht an das Wolfsrudel zu übergeben. Das Rudel unter Alcides Führung macht aber Ansprüche geltend und verfolgt die beiden. Eine Gruppe junger Aktivisten zur Unterstützung der übernatürlichen Wesen gerät in den Streit und drei von ihnen werden von Werwölfen getötet. Die vierte, Nicole, wird Sams Geliebte und flieht mit ihm und Emma. Alcide erträgt nicht noch mehr Blutvergießen. Und so lässt er Sam und Nicole laufen, nachdem dieser eingesehen hat, dass Emma zu ihrer Großmutter gehört. Um den Blutdurst seines Rudels zu stillen, behauptet er jedoch, beide getötet zu haben. Die Lüge fliegt schnell auf und Alcide wird als Rudelführer abgelöst.
Terry, der seinen alten Freund Patrick getötet hat, kann nicht mit der Schuld leben. Erst recht nicht, als die schwangere Frau seines Opfers auf der Suche nach ihm ins Merlotte kommt. So heuert er einen Auftragskiller an, der ihn in naher Zukunft erschießen soll. Arlene versucht, ihrem schwer deprimierten Gatten zu helfen, indem sie ihn von einem Vampir bezirzen lässt, den Krieg und alle seine schlechten Taten zu vergessen. Sie verbringen einen glücklichen Tag zusammen, bis Terry erschossen wird.
Eric hat Warlow gefunden und von ihm getrunken. Nun kann er bei Tageslicht in das Camp eindringen und die Vampire befreien. Er gibt ihnen den Auftrag, sich an den Menschen zu rächen. Er selbst tötet den Wissenschaftler, der für den Tod seiner geliebten Schwester verantwortlich ist. Bill hatte keine andere Wahl, als die Phiole mit Warlows Blut zu trinken, da Eric seine Pläne durchkreuzt hat, Warlow mit ins Camp zu nehmen. Er erreicht gerade noch rechtzeitig den Raum, in dem unter anderem Jessica, Tara, Pam, Willa und Steve Newlin gefangen gehalten werden, bevor Sarah Newlin das Dach öffnet. Alle Vampire versammeln sich um Bill und trinken von ihm, was sie rettet. Nur Steve Newlin wird abgedrängt und stirbt in der Sonne.
Sarah wird auf der Flucht vor den Vampiren von Jason gestellt, der sich entschließt, sie laufen zu lassen, da sie es nicht wert ist. Alle anderen Menschen im Camp wurden gequält und getötet. Die Vampire sind high von Bills Blut. Dieser scheint mit dem Blut seine Fähigkeiten verloren zu haben und wieder der alte zu sein. Eric trennt sich von den anderen, um allein zu sein und um Nora zu trauern.
Sookie war bereits auf Warlows Vorschlag eingegangen, fürchtet sich nun aber davor, ihre Freunde zu verlassen. Er ist außer sich über ihren Sinneswandel und will sie zwingen, wird jedoch von dem neuen alten Bill, der auch seine Gefühle für Sookie wiederentdeckt hat, und Jason davon abgehalten und schließlich getötet.
Als die Kraft von Bills Blut nachlässt, sonnt Eric sich gerade in den Bergen Schwedens. Man sieht ihn in Flammen aufgehen. Pam verlässt Tara und Willa und macht sich auf die Suche nach ihm.
Sechs Monate später: Hep-V hat sich verbreitet. Menschen sind zwar insofern immun dagegen, dass sie nicht selbst an daran erkranken können. Hep-V-positive Menschen können es aber auf Vampire übertragen. Ein weiteres Problem ist die Versorgung der Vampire mit Hep-V-freiem Blut. Mittlerweile ziehen einige von ihnen in mordenden Banden durchs Land. Sam ist Bürgermeister von Bon Temps und hat mit Bill, der ein Buch über seine göttlichen Erlebnisse geschrieben hat, den Vorschlag entwickelt, dass alle Menschen sich auf Hep-V testen lassen sollten und im Falle eines negativen Ergebnisses eine exklusive Partnerschaft mit einem Vampir zum gegenseitigen Nutzen eingehen sollten. Denn die an Hep-V erkrankten Vampire ziehen inzwischen marodierend durch das Land und können am besten von gesunden Vampiren bezwungen werden. Seine Bar hat Sam an Arlene abgegeben. Sookie ist mittlerweile mit Alcide zusammen und versucht, ein normales Leben zu führen. In der letzten Szene sieht man, wie eine Horde kranker Vampire auf ein Fest vor Arlenes Bar zukommt, an dem auch Vampire teilnehmen und die Partnerschaften begründet werden.

### Siebte Staffel
Die mit Hep-V-infizierten Vampire greifen das Fest an, wobei Tara getötet wird und Arlene, Holly und die schwangere Nicole entführt werden. Schließlich werden die kranken Vampire von einer unbekannten Person zurückgepfiffen. Um Lettie Mae zu heilen, gibt Willa ihr von ihrem Blut, sodass Lettie Mae Tara halluziniert und süchtig danach wird. Damit sie keinen Zugang mehr zum Vampirblut hat, löst ihr Ehemann den schützenden Verbund zu Willa auf. Als Lafayette allerdings ein letztes Mal gemeinsam mit Lettie Mae auf V ist, stellen beide fest, dass es keine Halluzinationen waren und Tara ihnen etwas sagen will. Zusammen mit Reverend Daniels begeben sie sich noch einmal zu Tara, sodass diese sich letztlich von Lettie Mae in Frieden verabschieden kann.
Währenddessen spalten die Bewohner der Stadt sich in zwei Gruppen, um diese zu retten. Sookie, Alcide, Jason, Violet, Bill, Jessica, Andy, Adilyn und Sam suchen nach den Hep-V-Vampiren, allerdings werden sie dabei von allen anderen gestört, die alles vernichten wollen, was nicht menschlich ist. Bei einer dieser Attacken wird Alcide erschossen. Auch Maxine Fortenberry stirbt, nachdem sie Jessica in die Schulter schießt und daraufhin von Violet attackiert wird. Holly kommt frei, weil die Vampire sie mit auf die Jagd genommen hatten.
Pam ist auf der Suche nach Eric und findet ihn schließlich in Frankreich, aber das Wiedersehen ist getrübt, denn Eric ist mit Hep-V infiziert. Erst als er erfährt, dass Sarah Newlin noch lebt, fasst er wieder neuen Lebensmut. Die beiden kehren nach Shreveport zurück. Auf der Suche nach Sarah reisen Eric und Pam nach Dallas, wo sie Amber, die Schwester von Sarah, treffen, die ebenfalls mit Hep-V infiziert ist. Durch sie finden die beiden Sarah, wobei Eric sie vor der Yakuza rettet, allerdings werden er und Pam gefangen genommen. Er handelt mit ihnen aus, dass sie gemeinsam Sarah Newlin töten.
In einer gemeinsamen Aktion retten Jason, Violet, Bill, Jessica, James, Sookie, Pam, Eric, Willa und zwei weitere Vampire die entführten Arlene und Nicole aus dem Fangtasia, wobei sich Hep-V-Vampire von Arlene nähren und an den Rand des Todes bringen, wo sie Terry trifft. Schließlich rettet einer der gesunden Vampire, Keith, sie. Später kommt Arlene mit ihm zusammen.
Jessica hat seit ihrem Angriff auf Andys Kinder kein Blut mehr getrunken, sodass eine Schussverletzung nicht heilen kann. Erst als ihr Freund James Lafayette einschaltet, kann dieser sie überzeugen, weiter zu leben. Auch Andy vergibt ihr und ermutigt sie, weiter zu leben. Als Jessica James und Lafayette beim Sex erwischt, schläft sie mit Jason, was Violet allerdings belauscht. Sie zerstört Jasons Haus und verschwindet von dort. Sie entführt Adilyn und Wade, die von zuhause weg gelaufen sind, in ihr Haus. Bei dem Versuch sie zu retten, werden auch Jessica und Jason gefangen genommen. Schließlich werden sie von Hoyt gerettet, der zurück nach Bon Temps kam, um seine Mutter zu beerdigen.
Sarah Newlin hat das Gegengift für Hep-V getrunken und heilt ihre Schwester Amber, indem diese von ihr trinkt. Als Amber nicht verraten will, wo Sarah ist, tötet Eric sie. Mithilfe von Mr. Gus und der Yakanomo Corporation finden Pam und er Sarah in der ehemaligen Kirche der Fellowship of the Sun. Eric trinkt von ihr und heilt. Die Japaner und er machen einen Deal, dass sie das Blut als New Blood verkaufen und die Vampire heilen werden.
Bill trinkt von Sookie, ohne dass beide wissen, dass sie Hep-V-positiv ist. Nun ist auch Bill infiziert und bei ihm verläuft die Krankheit schneller als gewöhnlich. Sookie bittet Dr. Ludwig und Niall Brigand um Hilfe, doch keiner kann etwas für Bill tun. Sookie beschließt die letzten Stunden gemeinsam mit Bill zu verbringen und sie schlafen miteinander. Als Sookie erfährt, dass Eric geheilt ist, bittet sie ihn, Bill das Heilmittel zu geben. Allerdings muss dies hinter dem Rücken der Yakuza ablaufen, da diese es verkaufen wollen. Sookie und Jessica bringen Bill in den Keller des Fangtasia, wo Sarah gefangen gehalten wird. Bill entscheidet sich allerdings, das Heilmittel nicht zu nehmen, daraufhin geht er Jessicas Bitte nach und gibt sie frei.
Hoyt trennt sich von Brigette. Jessica erzählt ihm alles, was sie ihn hatte vergessen lassen. Die beiden kommen wieder zusammen. Brigette landet bei Jason. Sie macht ihm klar, dass er ein guter Mensch ist. Hoyt und Jessica beschließen, heiraten zu wollen. Damit Bill dabei sein kann, machen sie es schon am nächsten Tag. Andy übernimmt die Trauung. Als Bills nächster Verwandter erbt Andy das Haus, doch er verspricht ihm, dass Jessica und Hoyt für 1 $ im Monat weiter darin leben dürfen.
Die Yakuza finden heraus, dass andere Personen von Sarah Newlin wissen und drängen Eric dazu, zu verraten, wer Bescheid weiß. Eric lässt Sarah Newlin frei, nachdem Pam ihr ihr Blut gegeben hat, damit sie sie jederzeit wiederfinden kann. Dann töten die beiden die Yakuza. Pam sucht Sarah auf und trinkt von ihr, damit sie immun gegen Hep-V ist.
Sam und Nicole verlassen Bon Temps, damit ihr Kind in einer sicheren Umgebung aufwachsen kann. Sie ziehen zu Nicoles Mutter nach Chicago und Sam hinterlässt Sookie einen Brief. Außerdem hinterlässt er Andy einen Brief mit seiner Kündigung.
Bill trifft sich derweil mit Sookie, um ihr zu erklären, warum er sterben möchte. Er möchte ein normales Leben für sie und da sie Bill liebt, kann sie nur ein normales Leben haben, wenn er tot ist. Er schlägt ihr vor, dass sie ihn mit ihrem Licht tötet, damit sie ihr Licht verliert und ein normaler Mensch sein kann. Zunächst ist Sookie entsetzt, willigt dann aber doch ein. In der Nacht treffen sie sich auf dem Friedhof, doch Sookie beschließt ihr Licht zu behalten, da es ein Teil von ihr ist. Sie verabschiedet sich von Bill und pfählt ihn schließlich.
Vier Jahre später: Eric und Pam verkaufen Sarah Newlins Blut als New Blood und werden reich. Im Fangtasia sitzt Eric wieder auf seinem Thron, während Pam Geld dafür kassiert, dass Personen von Sarah trinken dürfen. Diese hat Halluzinationen von Steve. Sookie ist verheiratet und erwartet ein Kind. Jason ist mit Brigette verheiratet, zusammen haben sie drei Kinder. Zu einer Thanksgivingfeier bekommen sie Besuch. Sam, Nicole und deren Tochter kommen vorbei. Am Abend sind auch Jessica und Hoyt, Arlene und Keith, Lafayette und James, Andy und Holly, Adilyn und Wade, Lattie Mae und Reverend Daniels und Willa dabei, um zu feiern.

## Figuren
Sookie Stackhouse
Sookie Stackhouse ist die 25-jährige Schwester von Jason und wohnt zu Beginn der ersten Staffel mit ihrer Großmutter Adele zusammen. Ihre Eltern verlor sie im Alter von acht Jahren bei einer Springflut. Sookie ist hilfsbereit, eigensinnig, ehrlich, aber auch rachsüchtig. Sookie arbeitet als Kellnerin in der Bar Merlotte’s. Darauf, dass ihr Boss Sam sie liebt, seit sie die Stelle angenommen hat, reagiert sie mit gemischten Gefühlen. In der Bar lernt sie den Vampir Bill kennen und verliebt sich in ihn. Das Besondere an Sookie ist ihre Fähigkeit, Gedanken lesen zu können. Außerdem scheint sie telekinetisch begabt zu sein. Einzig die Gedanken von Vampiren vermag sie nicht zu lesen, weswegen diese einen besonderen Reiz auf sie ausüben. Auch die Vampire haben wegen ihrer außergewöhnlichen Fähigkeiten ein besonderes Interesse an Sookie. Die Einwohner der Stadt stehen Sookie teilweise kritisch gegenüber, da sie durch ihre Fähigkeit oftmals von Dingen weiß, die andere verbergen möchten. Prinzipiell versucht Sookie keine fremden Gedanken mit anzuhören, was ihr aber nicht immer gelingt. Personen, die Sookie nahe stehen, wissen von ihren telepathischen Fähigkeiten. Ihre beste Freundin ist seit ihrer Kindheit Tara. Durch ihre Beziehung zu Bill gerät Sookie immer weiter in die Gesellschaft der Vampire und übernatürlichen Geschöpfe. Sie trennt sich von ihm, als sie erfährt, dass Bill sie am Anfang ihrer Beziehung belogen hat. Sie kommt Anfang bis Mitte der vierten Staffel mit Eric zusammen, trennt sich jedoch auch von diesem am Ende der vierten Staffel.
William Thomas „Bill“ Compton
William Thomas Compton, genannt Bill, ist ein geheimnisvoller 173-jähriger Vampir. Er wurde 1835 in Louisiana geboren und diente in der 28. Louisiana Infanterie im Amerikanischen Bürgerkrieg. Nach dem Ende des Krieges 1865, als er sich auf der Heimreise zu seiner Frau und seinen beiden Kindern befand, wurde er von einem weiblichen Vampir gebissen und zu einem der ihren gemacht. Mit seiner Erschafferin Lorena Krasiki war er bis 1935 zusammen, ehe er sie verließ. In der Gegenwart ist er in seine Heimat Bon Temps zurückgekehrt und hat sich im Haus seiner Vorfahren niedergelassen. Anders als viele andere Vampire betrachtet Bill Menschen nicht als minderwertig oder „Vieh“, sondern wünscht sich ein unscheinbares, bürgerliches Dasein unter diesen. Da Bill alleine und nicht wie viele andere Vampire in einem „Nest“ lebt, wirkt er im Gegensatz zu diesen, die oft grausam und hedonistisch veranlagt sind, manchmal wie ein normaler Mensch. Als er Sookie sein Blut gibt, um ihr das Leben zu retten, erzeugte er so eine Verbindung zwischen den beiden – er kann sie jederzeit finden und spüren, wenn sie in Gefahr ist. Später stellt sich heraus, dass Bill das vorsätzlich tat, und Sookie verletzen ließ, auf Geheiß seiner damaligen Königin Sophie-Anne. Er schließt sich Russell Edgington an, um Sookie zu schützen. Er würde gerne ein normales Leben mit ihr führen, da sie der einzige Mensch ist, den er je wirklich liebte. Später findet Sookie jedoch heraus, dass Bill sie am Anfang ihrer Beziehung belogen hat und geplant hatte, ihr sein Blut zu geben. Daraufhin trennt sie sich von ihm. Bill stürzt die Vampirkönigin Sophie-Anne und wird der neue König von Louisiana.
Sam Merlotte
Sam ist Besitzer der Bar Merlotte’s und Sookies Arbeitgeber. Er ist ein Befürworter der Gesetzesnovelle für Vampire, hat aber etwas dagegen, dass sich Sookie mit Bill anfreundet – einerseits aus Sorge um sie, andererseits, weil er selbst Gefühle für sie hegt. In der ersten und dritten Staffel schläft er – meistens aus Frust – mit Tara, eine Beziehung zwischen den beiden ergibt sich aber nicht. Sam ist ein Gestaltwandler, der als Jugendlicher wegen seiner besonderen Fähigkeiten von seinen Adoptiveltern verstoßen wurde. Seitdem hat er Probleme, Vertrauen zu anderen Menschen aufzubauen und ihnen seine Fähigkeit zu offenbaren. Trotzdem erfahren Sookie, Daphne und einige andere Menschen davon. Häufig verwandelt er sich in einen Hund. Im Laufe der Serie lernt er, sich selber zu akzeptieren. Er lernt seine richtigen Eltern kennen, hält aber nur noch den Kontakt zu seinem jüngeren Bruder Tommy aufrecht, der dann schließlich in Bon Temps lebt. Aufgrund eines Streites zwischen den beiden verbannt Sam Tommy eine Weile aus seinem Leben, bis Tommy letztendlich von Marcus getötet wird beim Versuch, Sam zu beschützen.
Jason Stackhouse
Jason ist der eher einfältige ältere Bruder von Sookie. Er ist ein Frauenheld und geht mit beinahe jeder willigen Frau ins Bett. Anders als Sookie kann er Vampire nicht leiden und ist voller Vorurteile, was ihn jedoch nicht daran hindert, mit Fangbangern zu schlafen oder mit V zu experimentieren. Allerdings gehen die Experimente mit V meistens schief. In der ersten Staffel wird er häufig des Mordes verdächtigt, weil er mit Frauen geschlafen hat, die kurz darauf ermordet wurden. Später verliebt er sich in die V-süchtige Amy Burley und entführt mit ihr zusammen einen Vampir. In der zweiten Staffel wird er von der Gesellschaft der Sonne, die Vampire aktiv bekämpft, angesprochen, und ist gerne bereit, eines ihrer Mitglieder zu werden. Als die Mänade Taras Freund Eggs in ihren Bann zieht und dieser Sheriff Bellefleur bedroht, erschießt er Eggs. Um Jason zu schützen, sagt Bellefleur aus, er habe geschossen. Jason erpresst den Detektive daraufhin, ihn als Polizist auszubilden. In der dritten Staffel verliebt sich Jason in Crystal Norris, die einer Beziehung nicht abgeneigt ist, aber gezwungen ist, ihren Halbbruder zu heiraten. Doch schließlich kommen sie zusammen. Als Jason dann von ihr und Felton entführt und vergewaltigt wird, trennt er sich von ihr. Ende der vierten Staffel kommt er mit Jessica zusammen.
Tara Mae Thornton
Tara ist eine 26-jährige, aggressive Afroamerikanerin. Sie gerät mit jedem aneinander, ab und zu sogar mit ihrer besten Freundin Sookie. Die beiden sind schon seit Jahren beste Freundinnen, da Tara eigentlich von Sookies Großmutter aufgezogen wurde. Sie floh in das Haus ihrer Freundin, wenn ihre Mutter betrunken war. Taras Verhältnis zu ihrer Mutter ist geprägt von Verachtung (wegen deren Alkoholsucht und bigotter Religiosität), andererseits aber auch von ihrer verzweifelten Suche nach Respekt und Liebe seitens ihrer Mutter. Dies macht sie zu einer äußerst labilen Persönlichkeit. Sie arbeitet wie Sookie im Merlotte’s. Seit ihrer Kindheit ist sie in Jason Stackhouse verliebt, das vergeht aber in der zweiten Staffel. Außerdem verachtet sie Vampire, weil Bill Sookie ihrer Meinung nach ständig verletzt und sie in der dritten Staffel von einem Vampir vergewaltigt und gefangen gehalten wird. Deswegen tritt sie in der vierten Staffel einem Hexenzirkel bei, der gegen die Vampire kämpft.
Lafayette Reynolds
Lafayette arbeitet als Koch im Merlotte’s, ist Drogendealer, und Cousin von Tara Thornton.
In der ersten Staffel ist Lafayette Verkäufer von Vampirblut (V). Aufgrund dieses Handels wird er in der zweiten Staffel von Eric Northman gefangen genommen und gefoltert. In der dritten Staffel erhält er auf Anweisung der Vampirkönigin Sophie-Anne erneut die Aufgabe, Vampirblut zu verkaufen.
Im weiteren Verlauf der Serie lernt Lafayette den Krankenpfleger Jesus kennen, der als Betreuer seiner psychisch kranken Mutter Ruby Jean arbeitet. Jesus wird zu Lafayettes Geliebten. Gemeinsam mit Jesus entdeckt Lafayette in der vierten Staffel die Wicca-Religion und erfährt, dass er – wie Marnie – ein Medium ist, das mit Geistern Verstorbener kommunizieren kann. Im Kampf gegen Marnie wird Lafayette von deren Geist besessen. Marnie nutzt Lafayettes Körper, um Jesus zu töten und dessen übernatürliche Kräfte auf Lafayette zu übertragen. Der in Jesus wohnende Dämon bleibt nach Marnies Weggang in Lafayette zurück.
Lafayettes Homosexualität wird von den meisten Bewohnern von Bon Temps akzeptiert. Er geht offen mit seiner sexuellen Orientierung um, jedoch ohne seine Mitmenschen zu provozieren. In seltenen Fällen, in denen er mit homophoben Beleidigungen konfrontiert wird, verteidigt er sich selbstbewusst, sowohl verbal als auch körperlich. Viele Mitglieder der Gemeinschaft unterstützen ihn dabei.
In der literarischen Vorlage wird Lafayette bereits zu Beginn des zweiten Romans getötet. In der Fernsehserie bleibt die Figur jedoch am Leben, da sie bei den Zuschauern sehr beliebt ist.
Serienschöpfer Alan Ball äußerte bei der Besetzung der Rolle Bedenken, dass Lafayettes Sexualität zu dominant dargestellt werden könnte. Schauspieler Nelsan Ellis erklärte, dass es einige Episoden dauerte, bis er sich in den Charakter hineinfinden konnte. Viele von Lafayettes Gesten und Bewegungen habe er von seiner Mutter und seiner Schwester übernommen.
Eric Northman
Eric ist einer der mächtigsten Vampire und Sheriff in diesem Teil Louisianas. Er ist in der Hierarchie der Vampire der „Sheriff des 5. Bezirks“. Er ist über 1000 Jahre alt und war zu Lebzeiten ein schwedischer Wikingerprinz. Seine Familie wurde von Russell Edgington ermordet. Er wurde von dem Vampir Godric verwandelt, nachdem er lebensbedrohlich in einer Schlacht verletzt wurde. In der heutigen Zeit gehört ihm mit seinem Abkömmling Pam die Vampirbar Fangtasia in Shreveport. Der Vampir erscheint skrupellos und kalt. Doch auch wenn ihm die Menschen nur als Nahrung oder für das sexuelle Vergnügen dienen, gehört er nicht zu jenen Vampiren, die bloß aus Spaß morden. Er hat großes Interesse an Sookie und ihren mentalen Fähigkeiten. Bei einem Bombenattentat in der zweiten Staffel durch die Gemeinschaft der Sonne wirft er sich vor Sookie, um sie zu schützen. Danach bittet er sie, ihm die Kugeln auszusaugen, obwohl sie sein Körper nach einiger Zeit sowieso ausgestoßen hätte. Sookie wird nach dem Aussaugen empfindlicher für Erics körperliche Reize. Nachdem sich Sookie von Bill getrennt hat, verliert Eric auf Grund eines Fluches sein Gedächtnis und beginnt eine Beziehung mit Sookie, die ihn bei sich aufnimmt. Er erhält jedoch später, unbeabsichtigt durch Sookie, wieder sein Gedächtnis.
Jessica Hamby
Jessica ist Bills „Strafe“. Da er einen Vampir getötet hatte, musste er sie in der zehnten Folge der ersten Staffel verwandeln. Sie ist erst 17 Jahre alt, als sie verwandelt wird. Das Leben als Vampir erscheint ihr unglaublich reizvoll, da sie nun endlich all die boshaften und verruchten Dinge tun kann, die ihre bigotten Eltern ihr verboten haben, trotzdem vermisst sie zeitweilig ihr altes Leben. Zu Bill hat sie ein sehr gespanntes Verhältnis, da er sie erziehen will. Das Verhältnis bessert sich aber mit der Zeit, da Bill sie häufig beschützt. Mit Sookie kommt sie gut zurecht. Jessica kommt mit Hoyt Fortenberry zusammen, sie trennt sich jedoch von ihm, da zu viele Menschen gegen die Beziehung zwischen Mensch und Vampir sind. Am Ende der zweiten Staffel saugt sie einen Trucker aus und tötet ihn aus Versehen. In der dritten Staffel kommen sie und Hoyt wieder zusammen. Doch nicht für lange Zeit. Sie macht mit ihm Schluss und beginnt eine kurze Affäre mit Jason.
Pamela Swynford De Beaufort
Pamela, genannt „Pam“, ist ein Abkömmling von Eric. Sie wurde von ihm im Jahr 1905 verwandelt und sieht ihn als großen Bruder an. 1905 war sie eine Prostituierte die in San Francisco arbeitete. Eric rettete sie vor einem Mörder und beide verliebten sich. Durch das kurze Auftauchen von Lorena und Bill, die Pams Kolleginnen töteten, konnte Eric beide vertreiben. Nachdem sie verwandelt wurde bereisten beide die Welt. Sie gründeten nach der großen Offenbarung der Vampire, die Bar „Fangtasia“ die Pam ab der fünften Staffel mit ihrem Abkömmling „Tara“ und der Kellnerin „Ginger“ betreibt.
Lorena Krasiki
Lorena wurde von Istvàn verwandelt. Dieser zwang sie, Menschen zu ihm zu bringen, damit dieser die Menschen qualvoll töten kann. Lorena guckte sich nach und nach Istvàns Menschen hassende Art ab, sodass sie selber großen Hass auf Menschen hatte. 1865 traf sie auf Bill, den sie sofort verwandelte. Danach führten beide eine blutige Beziehung. Sie reisten umher und töteten Menschen. 1935 trennte sich Bill von ihr, aber Lorena liebte ihn weiterhin. Sie wird von Eric nach Dallas gerufen, damit sie Bill daran hindern kann, Sookie zu retten. Der Versuch glückt und Eric rettet Sookie, während Bill Lorena schwächt. In Godrics Anwesen macht Lorena darauf eine große Szene und als sie versucht, Sookie zu töten, wird sie von Godric aufgehalten und des Landes verwiesen. Lorena reist nach Mississippi und lässt auf den Befehl von Russell Edginton Bill nach Mississippi entführen. Dort kommt es schließlich wieder zu einer Beziehung zwischen Bill und Lorena. Als Bill versucht, Sookie zurück nach Bon Temps zu bringen, wird er gefangen genommen und Lorena bekommt den Auftrag, Bill zu töten. Lorena foltert Bill und beide sprechen sich aus. Als Lorena sich zurückzieht, taucht Sookie auf, die versucht, Bill zu retten. Als Lorena Sookie aufhalten will, wird sie von Sookie gepfählt.
Salome Agrippa
Salome ist eine 2000 Jahre alte Vampirin, die zum ersten Mal in der fünften Staffel in Erscheinung tritt. Der Mythos um die Figur der betörend-männermordenden Salome ist biblischen Ursprungs. Im Neuen Testament ist sie die Henkerin von Johannes dem Täufer. Sie arbeitet seit 500 Jahren in der Autorität und ist die Geliebte von Roman, dem mächtigsten Vampir innerhalb der Autorität. Salome unterstützte Nora bei ihrem Werdegang innerhalb der Autorität und beide sehen sich als Schwestern. Sie sind die Begründerinnen der Sanguinisten, einer Gruppe religiöser Vampir-Fanatiker, für die Menschen nicht mehr sind als eine Nahrungsquelle, die es auszubeuten und zu versklaven gilt. Am Ende der vierten Staffel ist es Salome, die Russell Edgington befreit. In der fünften Staffel lockt sie Eric und Bill in eine Falle. Nachdem diese Russell ins Hauptquartier der Autorität bringen, gibt Salome vor, ihn zu befragen. Stattdessen manipuliert sie den computergesteuerten Pflock, mit dem Russell hingerichtet werden soll. Somit wendet sich das Blatt und Russell kann an seiner statt Roman pfählen. Mit dem Tod ihres ehemaligen Geliebten scheint sich für Salome und Nora die Prophezeiung einer neuen Weltordnung im Sinne Liliths zu erfüllen und Nora, Russell und Salome übernehmen die Macht innerhalb der Autorität. Sie sprengen die True-Blood-Fabriken und töten alle Vampire, die nicht auf ihrer Seite stehen. Salome ist tiefgläubig und wünscht sich nichts sehnlicher, als dass Lilith ihr erscheine. Als diese ihr tatsächlich erscheint und sagt, Salome sei die Auserwählte, will sie ihre vermeintliche Erwähltheit vollenden, indem sie die Phiole mit Liliths Blut trinkt. Bill hat das Blut jedoch bereits ausgetauscht, sodass Salome durch ein mit Silber vermischtes Blut geschwächt wird. Danach wird sie von Bill gepfählt.

## Besetzung

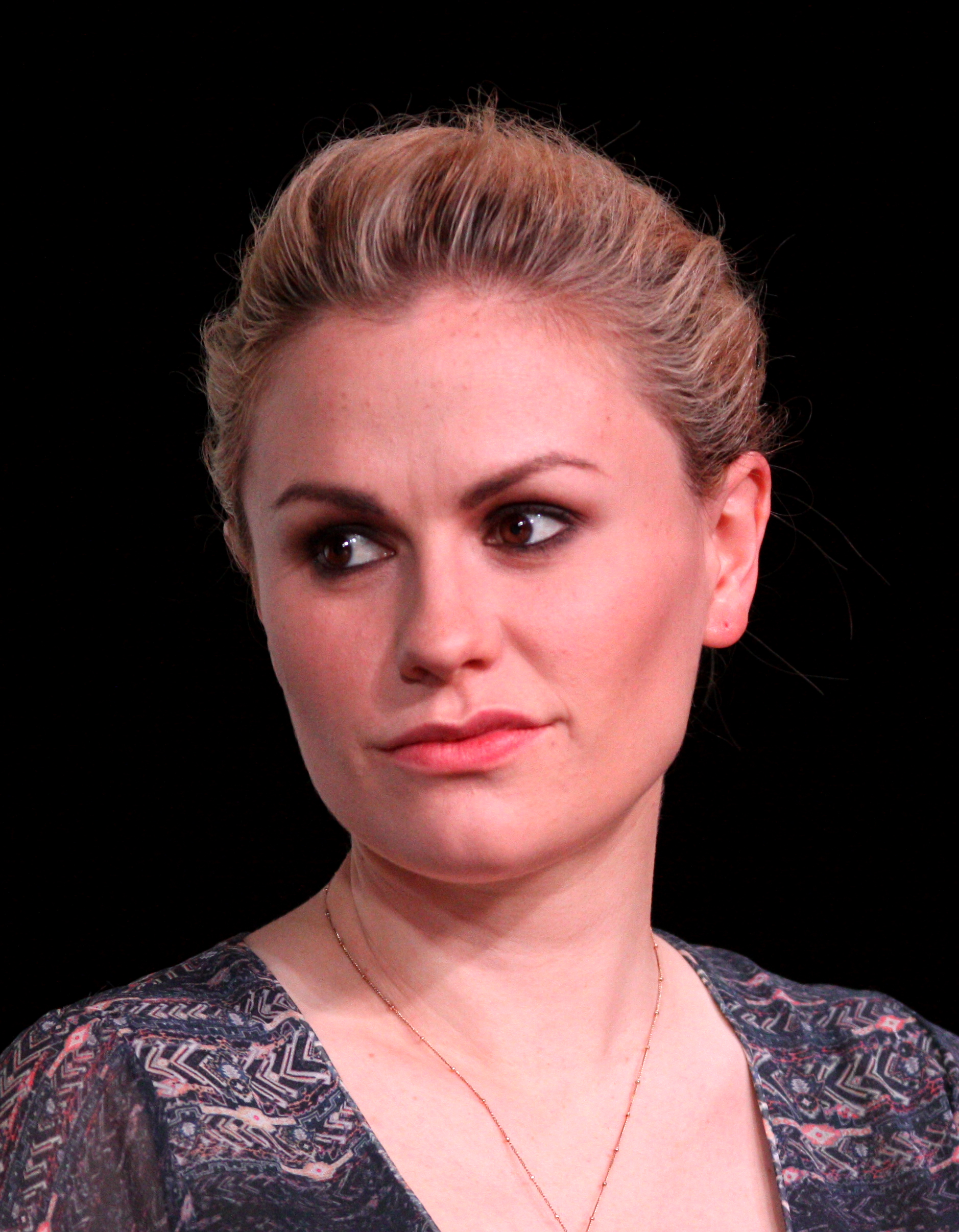
Anna Paquin
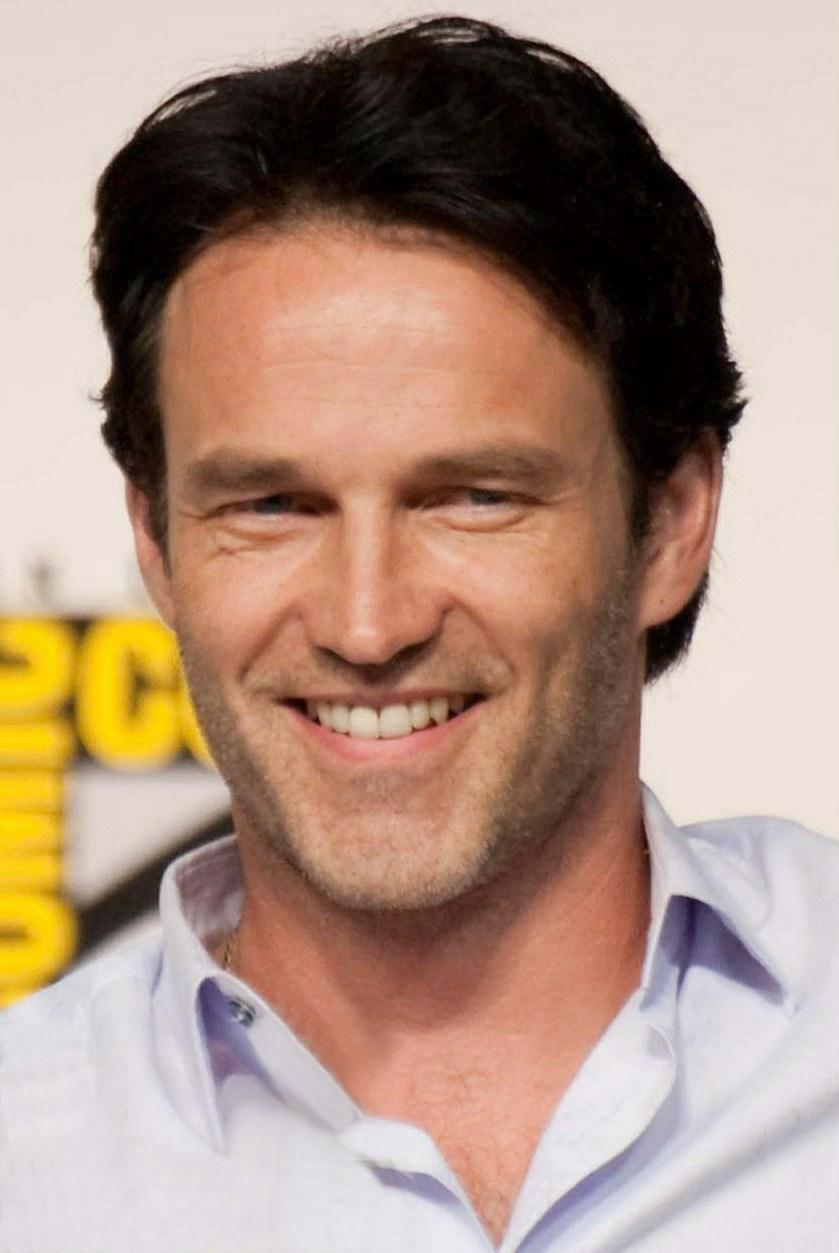
Stephen Moyer
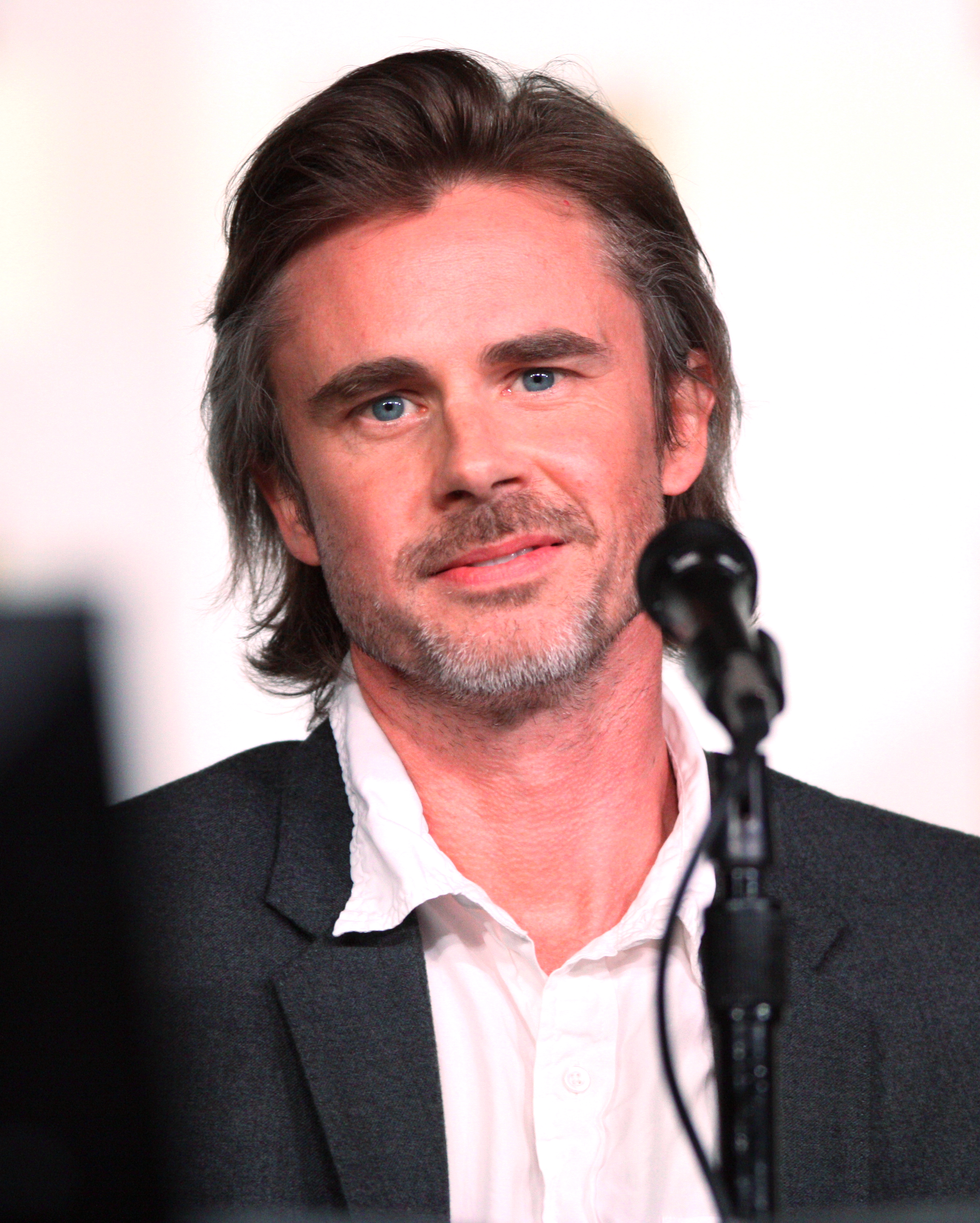
Sam Trammell
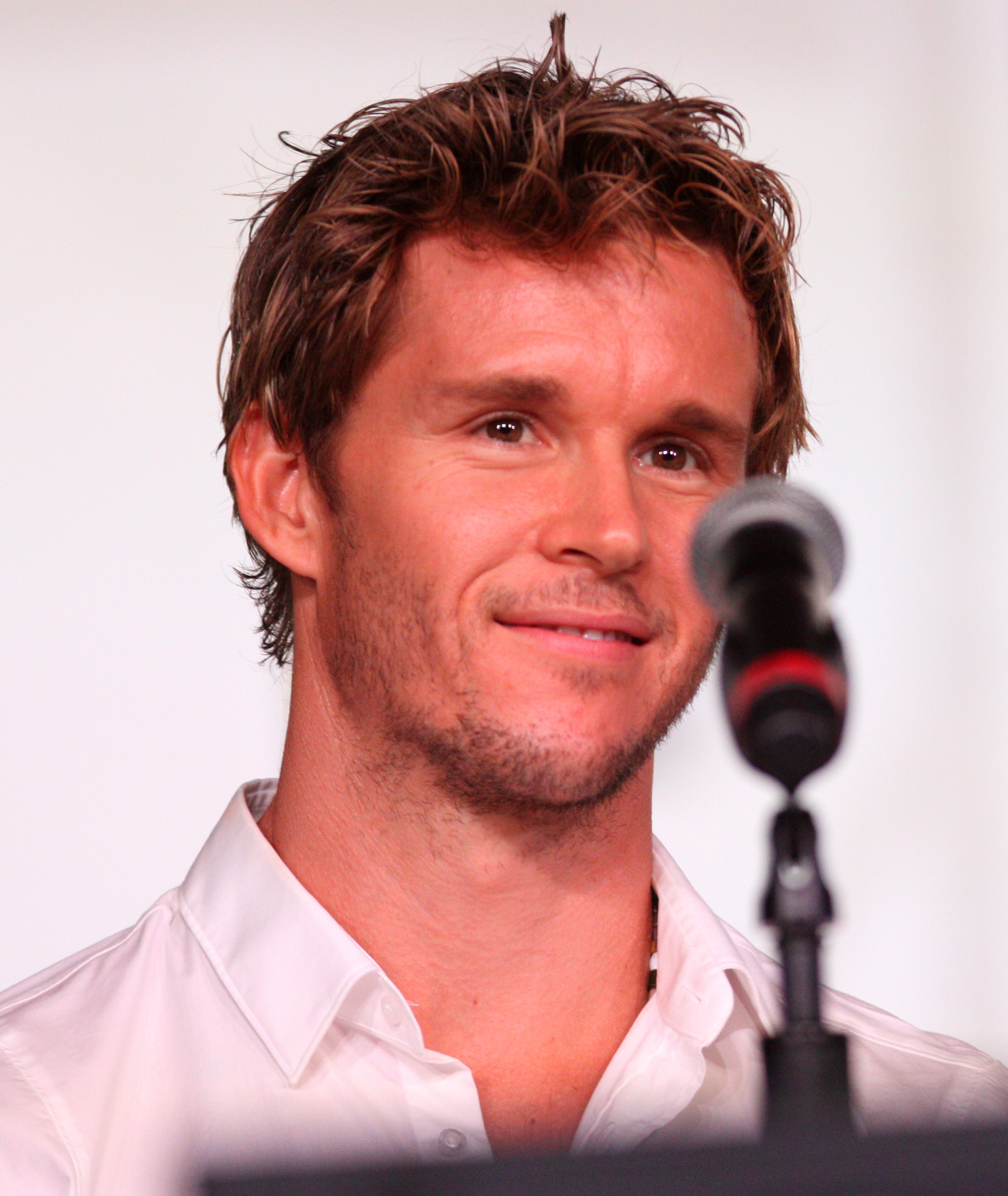
Ryan Kwanten
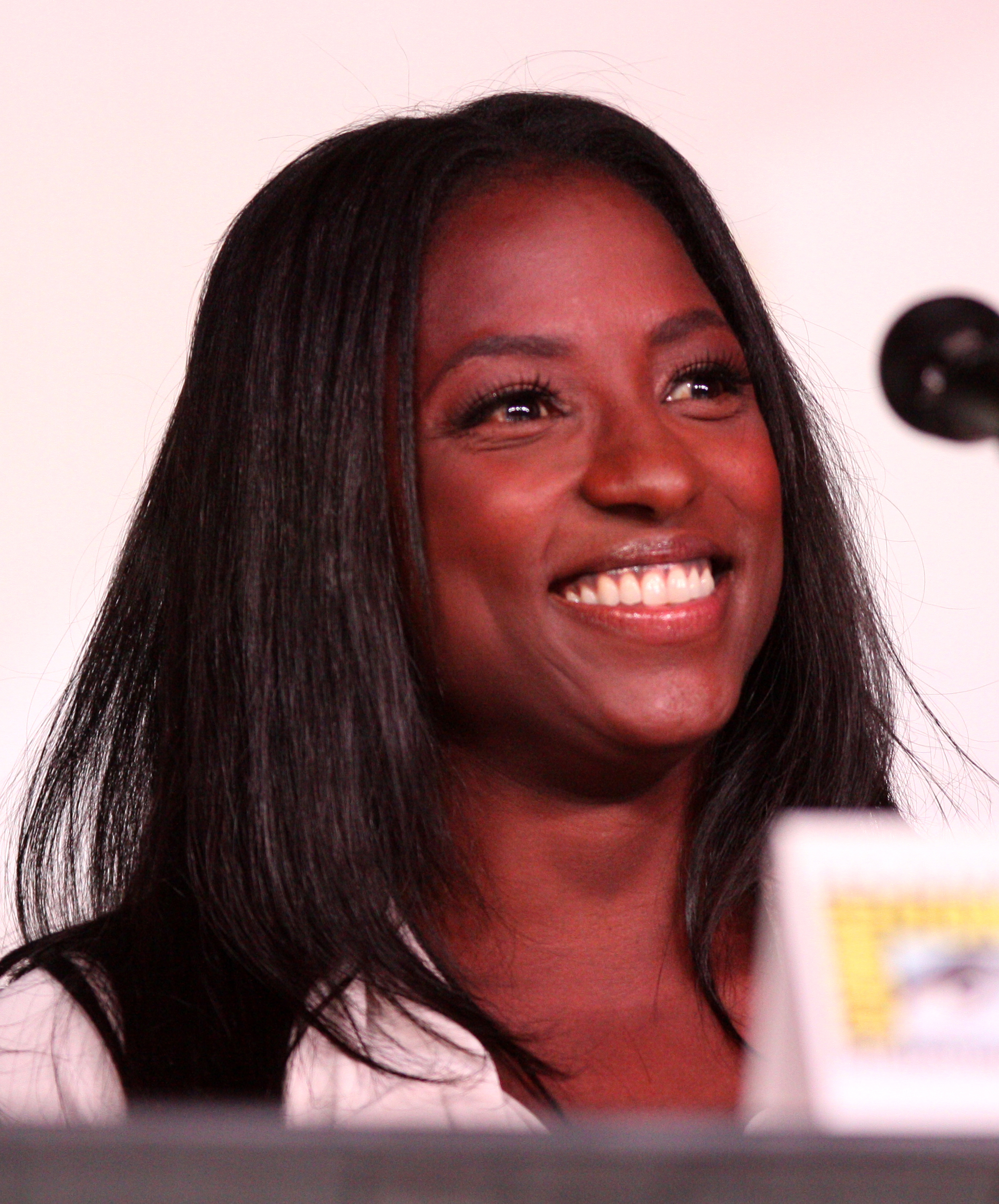
Rutina Wesley
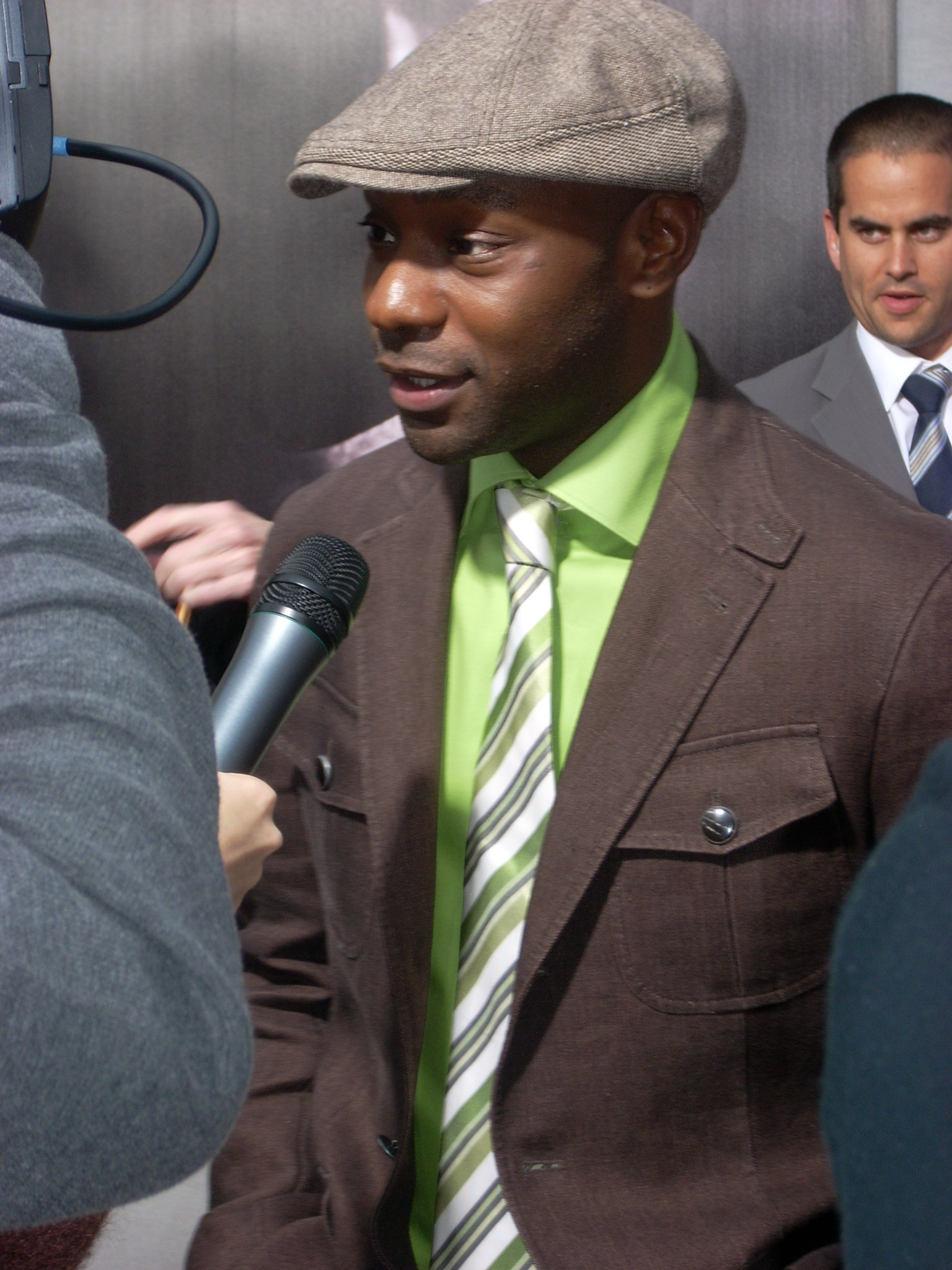
Nelsan Ellis
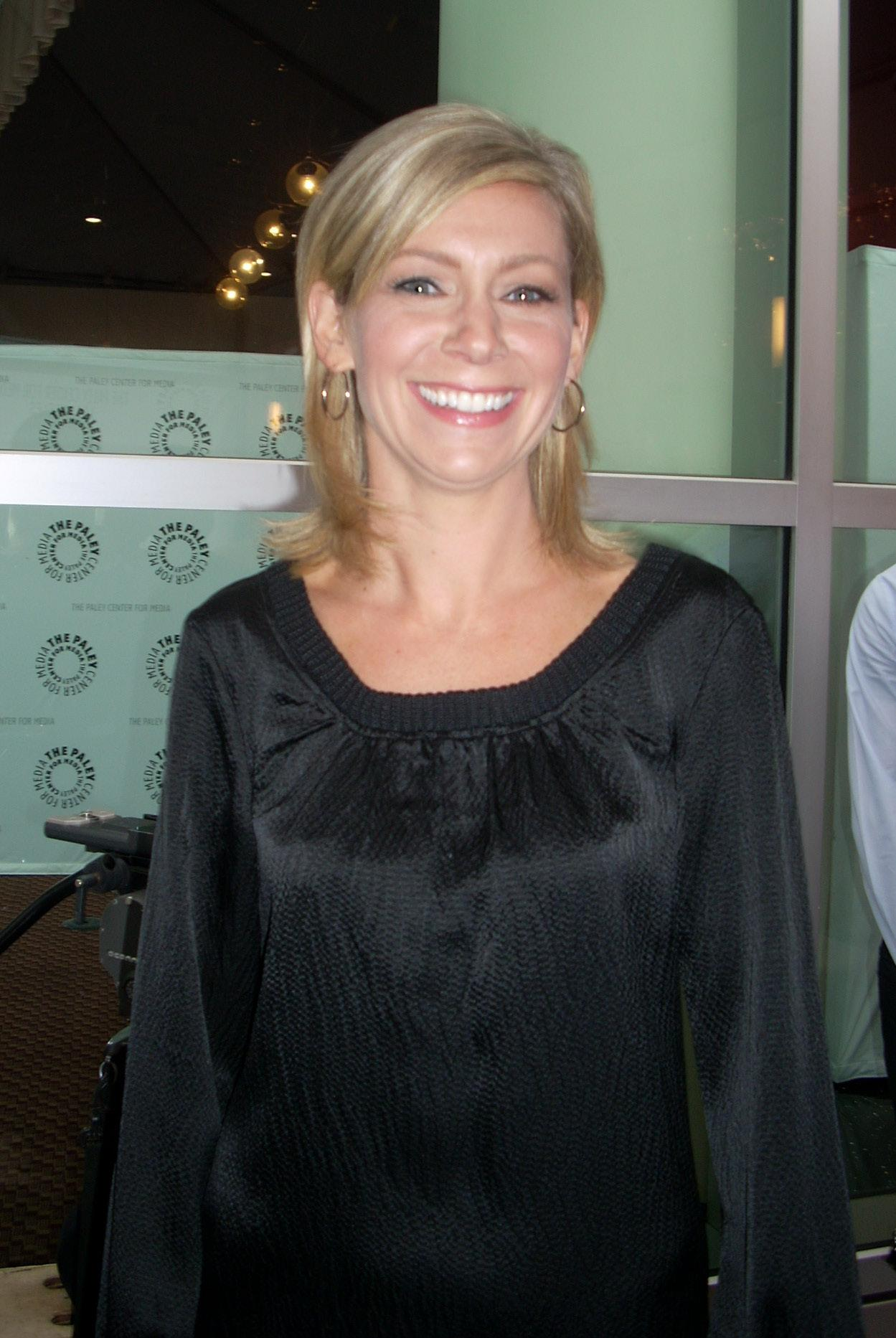
Carrie Preston
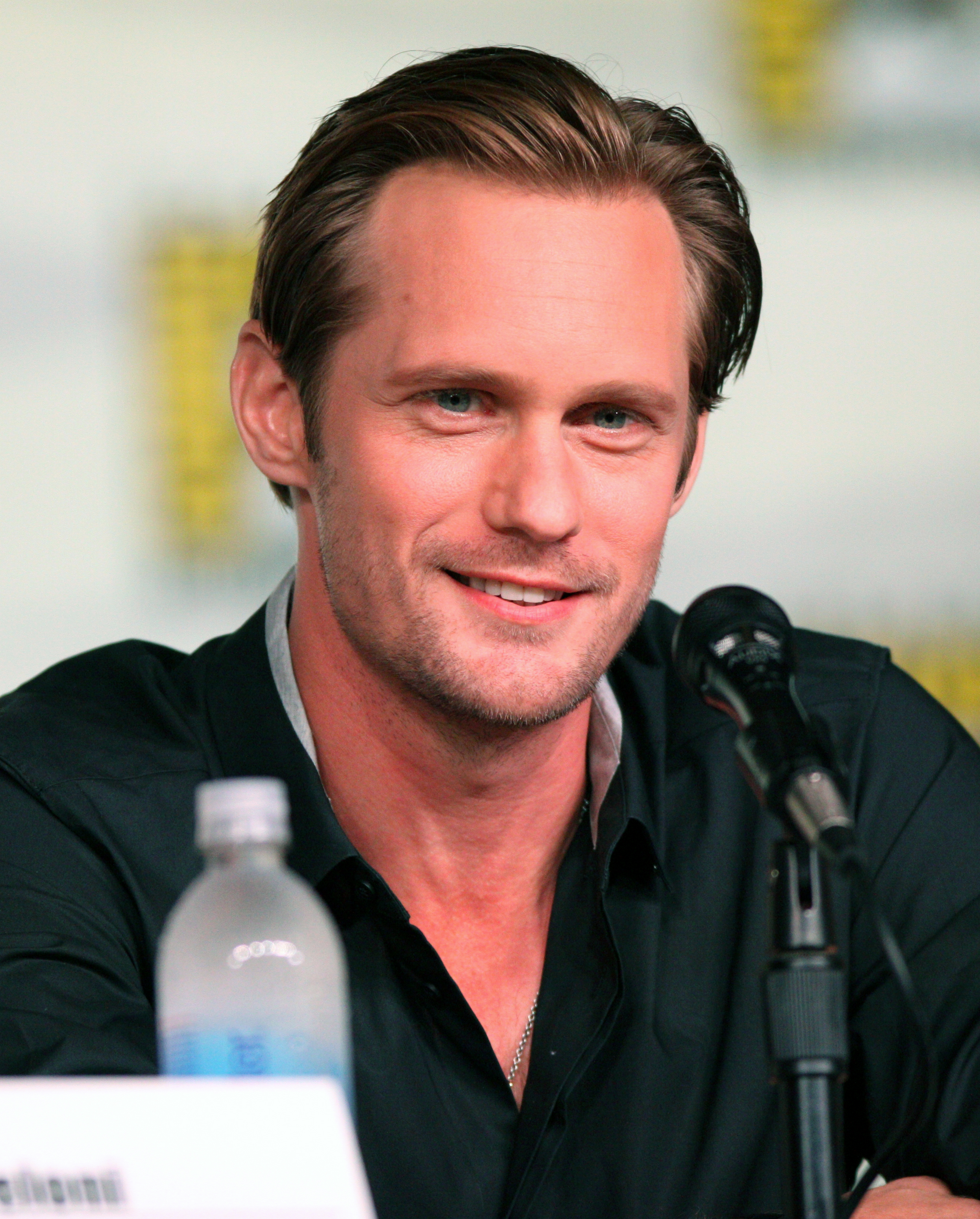
Alexander Skarsgård
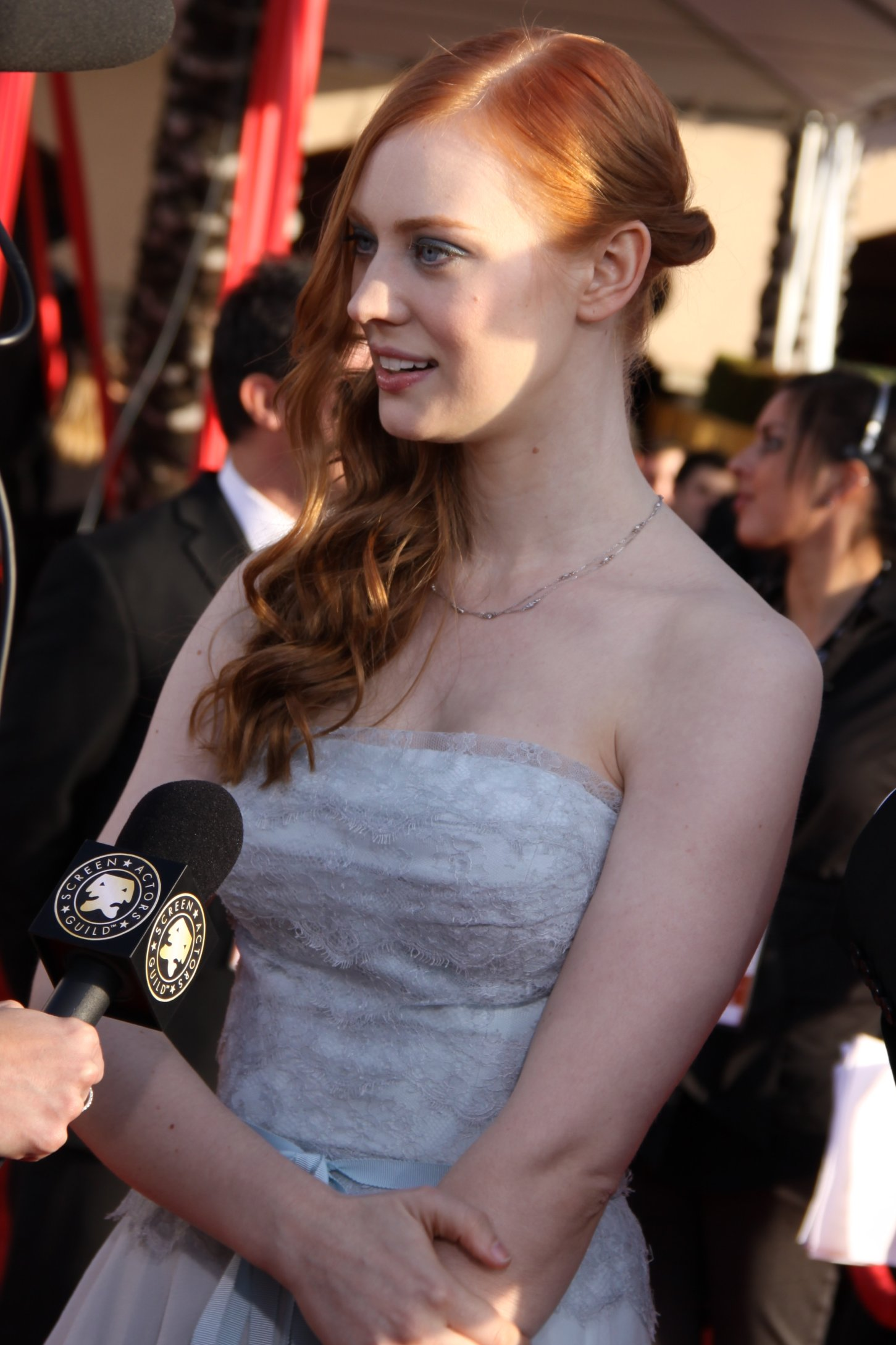
Deborah Ann Woll
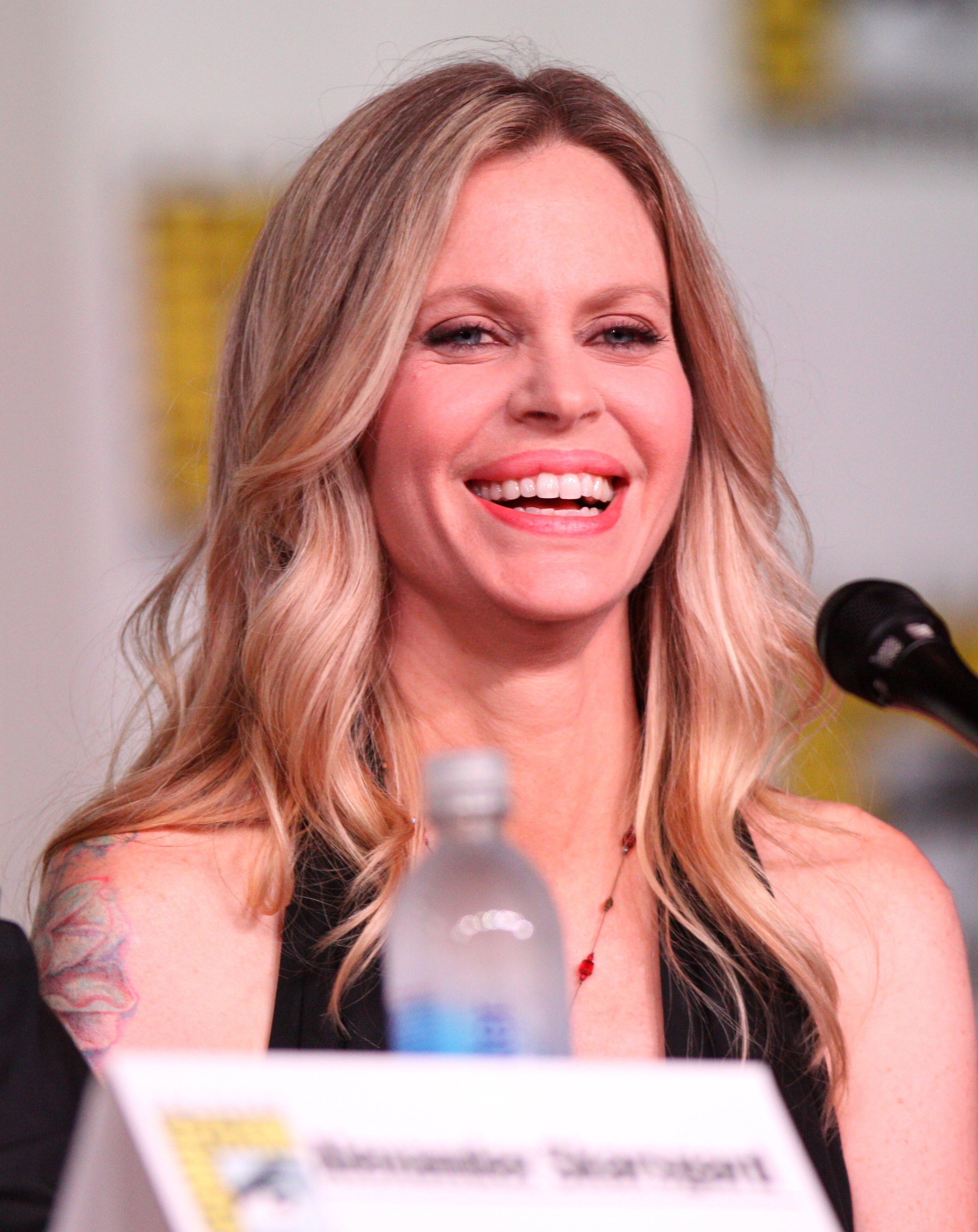
Kristin Bauer van Straten
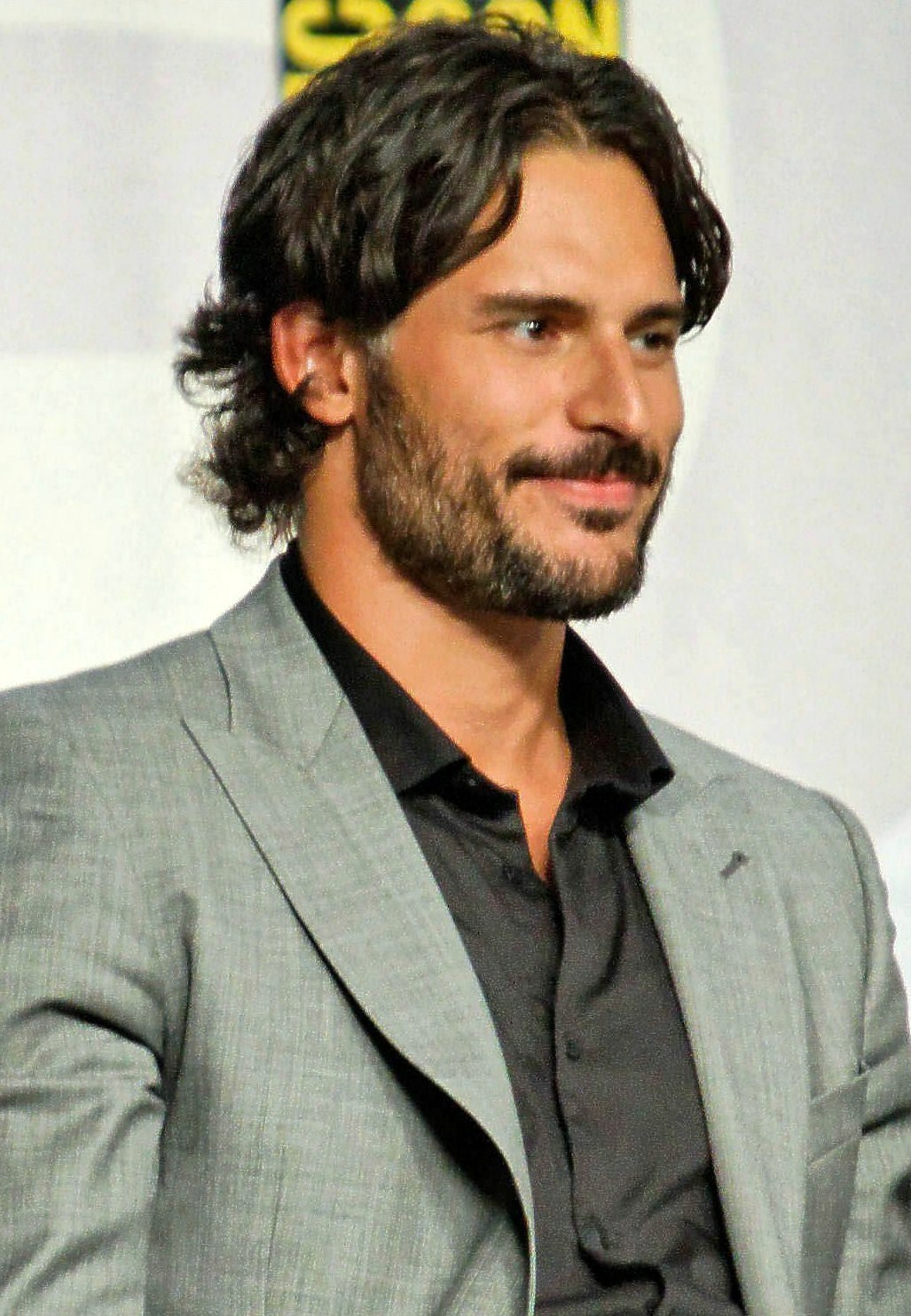
Joe Manganiello
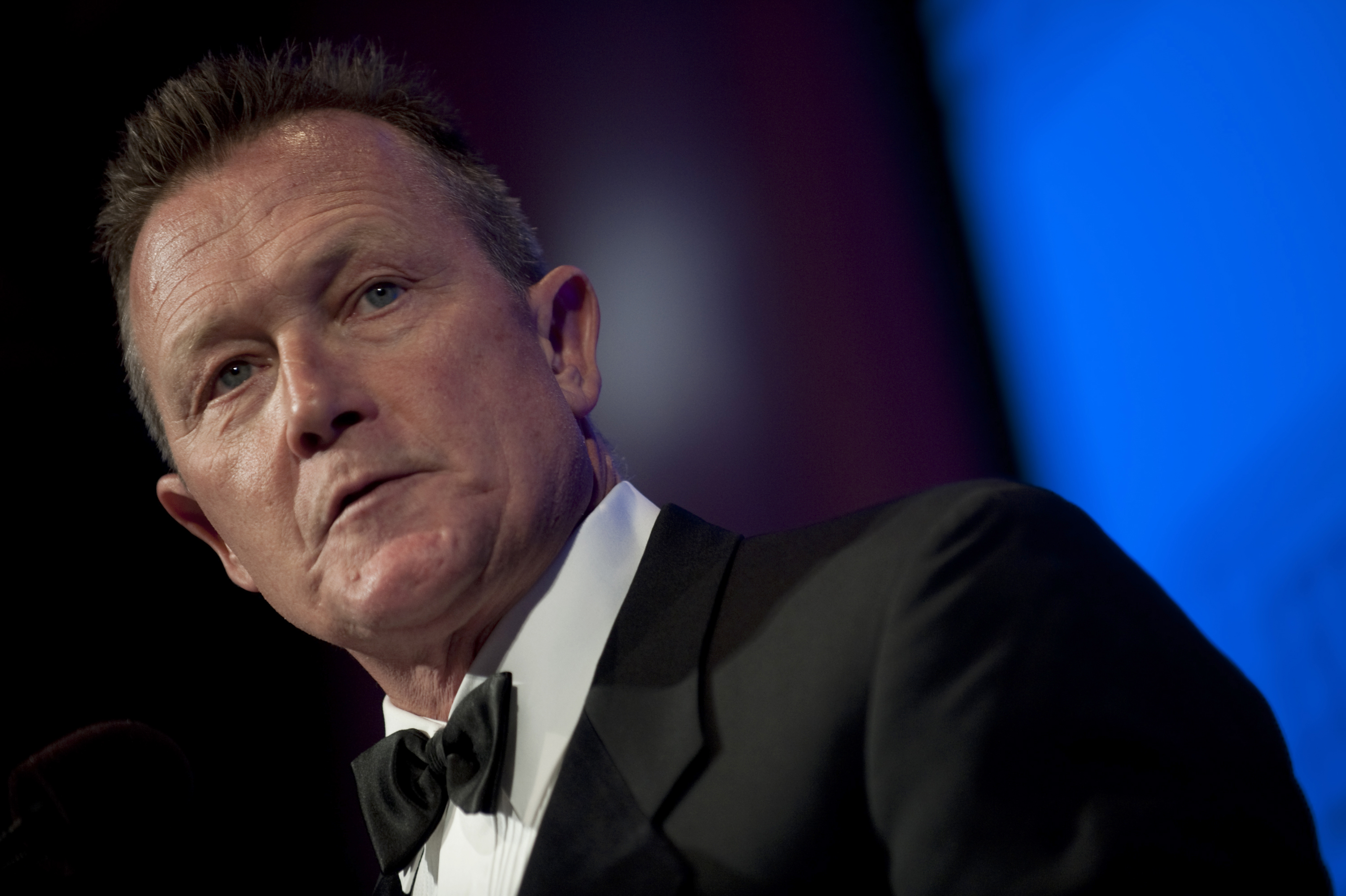
Robert Patrick
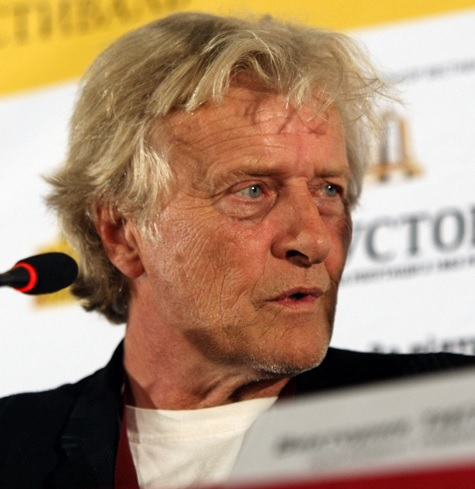
Rutger Hauer

Die Serie wurde bei der Berliner Synchron unter der Dialogregie von Ulrich Johannson und Heike Schroetter vertont.

### Hauptbesetzung
| Rollenname                                 | Schauspieler              | Hauptrolle (Folge)              | Nebenrolle (Folge)                     | Synchronsprecher   |
| ------------------------------------------ | ------------------------- | ------------------------------- | -------------------------------------- | ------------------ |
| Sookie Stackhouse                          | Anna Paquin               | 1.01–7.10                       |                                        | Maria Koschny      |
| William Thomas „Bill“ Compton              | Stephen Moyer             | 1.01–7.10                       |                                        | Tobias Kluckert    |
| Sam Merlotte                               | Sam Trammell              | 1.01–7.10                       |                                        | Peter Flechtner    |
| Jason Stackhouse                           | Ryan Kwanten              | 1.01–7.10                       |                                        | Gerrit Schmidt-Foß |
| Tara Mae Thornton                          | Rutina Wesley             | 1.01–7.02                       | 7.06–7.08                              | Ghadah Al-Akel     |
| Lafayette Reynolds                         | Nelsan Ellis              | 1.01–7.10                       |                                        | Sebastian Schulz   |
| Andrew „Andy“ Bellefleur                   | Chris Bauer               | 1.01–7.10                       |                                        | Michael Iwannek    |
| Arlene Bellefleur                          | Carrie Preston            | 1.01–7.10                       |                                        | Heike Schroetter   |
| Rene Lenier/Drew Marshall                  | Michael Raymond-James     | 1.01–1.12                       | 3.08, 3.12, 4.12                       | Karlo Hackenberger |
| Bud Dearborne                              | William Sanderson         | 1.01–3.04                       | 5.07, 5.09                             | Kaspar Eichel      |
| Hoyt Fortenberry                           | Jim Parrack               | 1.01–5.10, 7.04–7.10            |                                        | Matti Klemm        |
| Eric Northman                              | Alexander Skarsgård       | 1.04–7.10                       |                                        | Julien Haggège     |
| Jessica Hamby                              | Deborah Ann Woll          | 2.01–7.10                       | 1.10–1.12                              | Ann Vielhaben      |
| Terry Bellefleur                           | Todd Lowe                 | 2.01–6.09                       | 1.02, 1.05–1.08, 1.10–1.12, 7.04       | Oliver Siebeck     |
| Maryann Forrester                          | Michelle Forbes           | 2.01–2.12                       | 1.10–1.12                              | Silvia Mißbach     |
| Benedict „Eggs“ Talley                     | Mehcad Brooks             | 2.01–2.12                       | 1.12                                   | Thomas Schmuckert  |
| Steve Newlin                               | Michael McMillian         | 2.01–2.09, 5.01–6.09            | 1.03–1.12, 3.10–4.12,7.07, 7.10        | Marius Clarén      |
| Sarah Newlin                               | Anna Camp                 | 2.01–2.09, 6.03–6.09, 7.03–7.10 |                                        | Sonja Spuhl        |
| Godric                                     | Allan Hyde                | 2.05–2.09                       | 3.02, 3.12, 4.05, 5.07, 5.10           | Wanja Gerick       |
| Lorena Krasiki                             | Mariana Klaveno           | 2.05–2.09, 3.02–3.07            | 1.05, 5.03                             | Anna Grisebach     |
| Pamela „Pam“ Swynford De Beaufort          | Kristin Bauer van Straten | 3.01–7.10                       | 1.04, 1.07–1.12, 2.02–2.03, 2.06, 2.11 | Christin Marquitan |
| Tommy Mickens                              | Marshall Allman           | 3.01–4.10                       |                                        | Julius Jellinek    |
| Jesus Velasquez                            | Kevin Alejandro           | 3.02–4.12                       | 5.05, 5.07, 5.09                       | Rainer Fritzsche   |
| Russell Edgington                          | Denis O’Hare              | 3.02–3.12, 5.02–5.12            |                                        | Till Hagen         |
| Holly Cleary                               | Lauren Bowles             | 4.01–7.10                       | 3.08–3.11                              | Arianne Borbach    |
| Nan Flanagan                               | Jessica Tuck              | 4.01–4.12                       | 1.01–3.12, 7.04                        | Anke Reitzenstein  |
| Marnie Stonebrook                          | Fiona Shaw                | 4.01–4.12                       |                                        | Helga Sasse        |
| Luna Garza                                 | Janina Gavankar           | 4.01–6.01                       |                                        | Julia Meynen       |
| Alcide Herveaux                            | Joe Manganiello           | 4.03–7.03                       | 3.03–3.08, 3.12                        | Jaron Löwenberg    |
| Patrick Devins                             | Scott Foley               | 4.12–5.09                       |                                        | Bernd Vollbrecht   |
| Nora Gainesborough                         | Lucy Griffiths            | 5.01–6.07                       |                                        | Annina Braunmiller |
| Salome Agrippa                             | Valentina Cervi           | 5.02–5.12                       |                                        | Mareile Moeller    |
| Roman Zimojic                              | Christopher Meloni        | 5.02–5.06                       |                                        | Frank Röth         |
| Rikki Naylor                               | Kelly Overton             | 6.01–6.10                       | 5.01–5.02, 5.06–5.08, 5.12             | Gundi Eberhard     |
| Jackson Herveaux                           | Robert Patrick            | 6.01–6.10                       | 5.09, 5.11–5.12, 7.04–7.05             | Peter Reinhardt    |
| Niall Brigant                              | Rutger Hauer              | 6.01–6.10                       | 7.07                                   | Kaspar Eichel      |
| Truman Burrell                             | Arliss Howard             | 6.01–6.06                       |                                        | Frank Röth         |
| Nicole Wright                              | Jurnee Smollett           | 6.02–7.10                       |                                        | Wicki Kalaitzi     |
| Warlow                                     | Robert Kazinsky           | 6.02–6.10                       |                                        | Dennis Schmidt-Foß |
| Willa Burrell                              | Amelia Rose Blaire        | 7.01–7.10                       | 6.02–6.10                              | Annabelle Krieg    |
| Violet Mazurski                            | Karolina Wydra            | 7.01–7.08                       | 6.02, 6.05–6.10                        | Julia Blankenburg  |
| James                                      | Luke Grimes               |                                 | 6.02, 6.06–6.10                        | David Turba        |
| James                                      | Nathan Parsons            | 7.01–7.10                       |                                        | David Turba        |
| Adilyn Braelyn Charlaine Danika Bellefleur | Bailey Noble              | 7.01–7.10                       | 6.04–6.10                              | Amelie Plaas-Link  |

### Nebenbesetzung
| Rollenname                 | Schauspieler          | Nebenrolle (Folgen)                    | Rollenbeschreibung | Synchronsprecher   |
| -------------------------- | --------------------- | -------------------------------------- | --- | ------------------ |
| Dawn Green                 | Lynn Collins          | 1.01–1.04, 1.12                        | Eine Kellnerin im Merlotte’s, die mit Jason zusammen war und von Rene erwürgt wird. | Diana Borgwardt    |
| Adele Stackhouse           | Lois Smith            | 1.01–1.06, 1.12, 4.12, 7.10            | Die Oma von Sookie und Jason, die von Rene erstochen wird. | Luise Lunow        |
| Lettie Mae Daniels         | Adina Porter          | 1.02–3.02, 3.12, 4.05, 5.07, 6.09–7.10 | Die Mutter von Tara, die seit der Vierten Staffel die Frau von Reverend Daniels ist. | Martina Treger     |
| Mike Spencer               | John Billingsley      | 1.02–3.03, 5.07, 5.10                  | Ein Bestattungsunternehmer aus Bon Temps, der von Sookie gepfählt wird, nachdem er in einen Vampir verwandelt wurde. | Lutz Schnell       |
| Maxine Fortenberry         | Dale Raoul            | 1.04–5.10, 6.09, 7.01–7.03             | Die vampirhassende Mutter von Hoyt. | Sonja Deutsch      |
| Amy Burley                 | Lizzy Caplan          | 1.07–1.12                              | Eine V-Süchtige, die von Rene erwürgt wird. | Sarah Riedel       |
| Ginger                     | Tara Buck             | 1.08–7.10                              | Eine Bedienung im Fangtasia. | Katharina Spiering |
| Eddie Gauthier             | Stephen Root          | 1.08–1.10, 2.03                        | Ein Vampir, der von Amy und Jason entführt wurde und von Amy gepfählt wird. | Michael Tietz      |
| Magister Magnus            | Željko Ivanek         | 1.10, 3.01, 3.04, 3.07, 7.07           | Ein Vampirrichter, der von Russell gepfählt wird. | Erich Räuker       |
| Sam Merlotte (Jung)        | Martin Spanjers       | 1.10, 2.01                             | Der junge Sam Merlotte wird in Rückblenden gezeigt, wie er bei Ashley Jones. einer Gestaltenwandlerin einbricht. | Steffan Drotleff   |
| Daphne Landry              | Ashley Jones          | 2.01–2.08, 2.12                        | Eine Gestaltenwandlerin und die Ex-Freundin von Sam, die von Eggs, nach Manipulation von Maryann, erstochen wird. | Giuliana Jakobeit  |
| Luke McDonald              | Wes Brown             | 2.02–2.09                              | Ein Vampirjäger der Gesellschaft der Sonne, der ein Attentat gegen die Vampire begeht, wobei er selbst auch umkommt. | Nico Sablik        |
| Barry Horowitz             | Chris Coy             | 2.04–2.08, 4.01                        | Ein Telepath wie Sookie. | Robin Kahnmeyer    |
| Stan Davis                 | Ed Quinn              | 2.05–2.09                              | Ein Vampir aus Dallas der bei einem Attentat ums Leben gekommen ist. | Ingo Albrecht      |
| Isabel Beaumont            | Valerie Cruz          | 2.05–2.09                              | Eine Vampirin aus Dallas, die zum neuen Sheriff ernannt wird, nachdem sich Godric umgebracht hat. | Marina Krogull     |
| Sophie-Anne Leclerq        | Evan Rachel Wood      | 2.10–3.01, 3.06–3.07, 3.12, 4.02       | Die Vampirkönigin von Louisiana, die Vampirblut verkaufen lässt und damit von Russell erpresst wird, sie zu heiraten. Sie willigt widerwillig ein, wird jedoch später von Bill mit Hilfe der Autorität umgebracht.                                                                  | Debora Weigert     |
| Hadley Hale                | Lindsey Haun          | 2.11–2.12, 3.07–3.09, 5.04, 5.06       | Die Gefährtin von Sophie-Anne sowie die Cousine von Sookie, die einen Sohn hat, der die gleichen Fähigkeiten wie Sookie besitzt. Sie arbeitet seit der fünften Staffel im Feenclub.                                                                                                 | Franca Orlia       |
| Unke                       | Grant Bowler          | 3.01–3.07                              | Ein für Russell arbeitender V-süchtiger Werwolf, der von Alcide erschossen wird. |                    |
| Talbot                     | Theo Alexander        | 3.01–3.08, 3.10                        | Ein Abkömmling und Geliebter von Russell, der von Eric gepfählt wird. |                    |
| Franklin Mott              | James Frain           | 3.02–3.06, 3.08–3.09                   | Ein Vampir, der für Russell arbeitet und Tara zeitweise gefangen hält und sie dabei vergewaltigt. Er wird von Jason getötet um Tara zu schützen. | Marco Kröger       |
| Joe Lee Mickens            | Cooper Huckabee       | 3.02–3.07, 4.04–4.05                   | Der Vater von Sam und Tommy, der von Tommy getötet wird. | Uwe Jellinek       |
| Melinda Mickens            | J. Smith-Cameron      | 3.02–3.08, 4.04–4.05                   | Die Mutter von Sam und Tommy, die von Tommy unabsichtlich erschlagen wird. | Liane Rudolph      |
| Chrystal Norris            | Lindsay Pulsipher     | 3.02–4.04                              | Ein Werpanter (Werwolf und Panter) aus Hot Shot, die Tochter von Calvin und die Ex-Freundin von Jason. | Kaya Marie Möller  |
| Debbie Pelt                | Brit Morgan           | 3.04–3.08, 4.03–4.12, 5.09             | Ein V-Süchtiger Werwolf, die bis zum Ende der vierten Staffel mit Alcide zusammen war. Sie wird von Sookie erschossen, nachdem Debbie zuvor Tara angeschossen hat. | Marion Musiol      |
| Claudine                   | Lara Pulver           | 3.07–4.03, 5.08                        | Die Feen-Patin von Sookie und Schwester von Claude, die unabsichtlich von Eric getötet wird. | Victoria Sturm     |
| Naomi                      | Vedette Lim           | 4.01–4.02, 4.05–4.07                   | Die Ex-Freundin von Tara, die in New Orleans lebt. | Diana Borgwardt    |
| Portia Bellefleur          | Courtney Ford         | 4.01–4.05, 6.07–7.10                   | Die Schwester von Andy und Cousine von Terry, sowie Rechtsanwältin. | Heide Domanowski   |
| Antonia Gavilán de Logroño | Paola Turbay          | 4.02–4.12                              | Eine mächtige Hexe, die vor ca. 400 Jahren von Vampiren geschändet und auf dem Scheiterhaufen verbrannt wurde. Sie besetzt Marnies Körper, um Rache an den Vampiren zu nehmen. Dabei Menschen zu verletzen geht ihr jedoch zu weit und mit Hilfe von Jesus kann sie Frieden finden. | Beatrice Hernandez |
| Marcus Bozeman             | Dan Buran             | 4.05–4.11                              | Der Anführer des Wolfsrudels von Shreveport, der mit Luna eine Tochter hat. Er wird bei einem Kampf mit Sam von Alcide erwürgt. | Martin Kautz       |
| Maurella                   | Kristina Anapau       | 4.11, 5.04, 5.10–5.12                  | Eine Fee, die seit der fünften Staffel mit Andy Kinder hat. | Melanie Hinze      |
| Martha Bozeman             | Dale Dickey           | 5.01–5.02, 5.06–5.09, 5.12–6.04, 6.06  | Eine Werwölfin, sowie die Mutter von Marcus und somit die Großmutter von Emma. | Sabine Walkenbach  |
| JD                         | Louis Herthum         | 5.01–5.12                              | Ein Werwolf, der Nachfolger von Marcus. Er wird von Alcide getötet. | Eberhard Haar      |
| Alexander Drew             | Jacob Hopkins         | 5.02–5.04                              | Ein über 400 Jahre alter Vampir, sowie ein Kanzler in der Autorität. Er wird von Roman gepfählt, nachdem dieser dachte, Drew wäre ein Mitglied der Sanguinisten. | Paul-Lino Krenz    |
| Dieter Braun               | Christopher Heyerdahl | 5.02–5.07                              | Er ist ein Kanzler der Autorität, der seit über 500 Jahren dort tätig ist. Er wird von Russell getötet. | Uwe Büschken       |
| Rosalyn Harris             | Carolyn Hennesy       | 5.02–5.12                              | Eine Kanzlerin in der Autorität und spätere Anhängerin der Sanguinisten. Sie wird von Sam getötet. | Anja Godenschweger |
| Molly                      | Tina Majorino         | 5.03–5.10                              | Eine Sekretärin und Vampirin in der Autorität, welche mit Eric einen Fluchtversuch plant. Sie werden aber verraten und Molly wird von Bill gepfählt. | Esra Vural         |
| Claude                     | Giles Matthey         | 5.03, 5.06–5.12, 6.03                  | Eine über 130 Jahre alte Fee, sowie der Bruder von Claudine. | Steven Merting     |
| Lilith                     | Jessica Clark         | 5.07–6.06                              | Laut der Vampir-Bibel in der Autorität, ist sie die Ur-Vampirin. | Ute Noack          |
| Amber Mills                | Natalie Hall          | 7.05–7.07                              | Sie ist die Schwester von Sarah Newlin und ein Vampir mit Hepatitis V. |                    |

## Vampirbild der Serie
Das Vampirbild von True Blood orientiert sich großteils an den üblichen literarischen Vorlagen. So können sich Vampire nicht im Sonnenlicht aufhalten, sie erleiden dadurch Verbrennungen und sterben letztendlich. Häuser von Menschen können sie nur betreten, wenn sie von diesen eingeladen werden – allerdings können Vampire Menschen durch „Bezirzen“ dazu überreden (dies macht beispielsweise der Vampir Franklin, als er Tara in It Hurts Me Too, der 3. Folge der 3. Staffel bezirzt). Sie sterben, wenn man ihnen einen Holzpflock durch das Herz rammt oder sie mit Kugeln aus Holz beschießt. Der direkte Kontakt mit Silber ist für Vampire sehr schmerzhaft und schwächt sie, in ihren Körper eingedrungene Silberstücke werden durch den Heilungsprozess ausgestoßen.
Abweichend von traditionellen Vampirklischees hat der Anblick eines christlichen Kreuzes keine negativen Auswirkungen auf sie, man kann sie in Spiegeln sehen und ganz normal fotografieren. Knoblauch hat keine negativen Effekte auf Vampire, sie empfinden höchstens den Geruch als unangenehm, so wie auch manche Menschen. Anders als in vielen Vampirgeschichten können Menschen Vampire auch aus ihren Häusern weisen, was diese dann zwingt, das Gebäude sofort zu verlassen. Vampirblut bewirkt bei Menschen eine fast sofortige Wundheilung, stärkt sie, gibt ihnen übernatürliche Kräfte und bewirkt eine Verbindung zwischen Vampir und Mensch: Der Vampir kann die Empfindungen des Menschen wahrnehmen und den Menschen jederzeit orten, außerdem fühlt sich der Mensch u. a. sexuell zu dem Vampir hingezogen.
Das Schicksal der Vampire in der Serie orientiert sich an dem der Schwulen- und Lesbenbewegung in den USA und deren Terminologie: Im Vorspann fährt die Kamera an einer Kirche vorbei, an deren Portal die Worte „God hates Fangs“ (Gott hasst Reißzähne) angeschlagen sind. Die Westboro Baptist Church ist bekannt für den Slogan „God hates Fags“ (Gott hasst Schwuchteln). Es finden sich in der Serie weitere Anspielungen auf diese Kirche, so gibt Jason gegenüber Sookie an, er sei in der „Marlboro Baptist Church“.
Starke Parallelen zu True Blood weist das 2013 ausgestrahlte dreiteilige Sozialdrama In The Flesh der BBC auf. Dort sind die sich emanzipierenden Unterdrückten keine Vampire, sondern Zombies, die versuchen, sich wieder in die Gesellschaft zu integrieren.

## Terminologie
Aufgrund der Tatsache, dass es im Serienuniversum True Blood tatsächlich Vampire gibt, entwickelte sich innerhalb von diesem ein fiktiver Jargon, der in der realen Welt nicht existiert.
So gibt es etwa auch Gestaltenwandler und Werwölfe sowie weitere mythologische Wesen.
Fangbanger
Fangbanger (frei übersetzt Reißzahnbumser) ist die Bezeichnung von Vampir-Groupies, die Sex mit Vampiren haben und/oder sich von diesen beißen lassen. Der Begriff wurde von anderen Autoren wie z. B. Rachel Caine übernommen.
Tru Blood
Tru Blood ist von japanischen Wissenschaftlern synthetisiertes Blut, welches Vampiren als Ersatznahrung zu menschlichem Blut verkauft wird. Es gibt es in verschiedenen Geschmacksrichtungen, welche den Blutgruppen und Rhesusfaktoren entsprechen, und wird in der Regel warm (im Bereich der menschlichen Körpertemperatur) serviert.
V oder V-Saft
V ist das Blut von Vampiren, das sich, seitdem diese an die Öffentlichkeit getreten sind, zu einer illegalen Modedroge entwickelte, da Menschen nach oralem oder nasalem Konsum die Welt anders wahrnehmen, sich stärker und gesünder fühlen, Philien intensiver wahrnehmen und besseren Sex haben können.
Bezirzen
Vampire besitzen die Fähigkeit, Menschen zu hypnotisieren. Dieser Vorgang wird in der Serie als bezirzen bezeichnet. Die Hypnose geschieht über Augenkontakt und muss von jungen Vampiren erst erlernt werden. Dadurch steht der Mensch völlig unter dem Bann des Vampirs. Das Bezirzen kann unter anderem dazu genutzt werden, um mögliche Opfer zu überreden, ihr Blut aussaugen zu lassen oder um Erinnerungen des Menschen zu löschen oder zu verändern.

## Ausstrahlung

### Vereinigte Staaten
Die Erstausstrahlung der ersten Staffel wurde vom 7. September bis zum 23. November 2008 auf dem US-amerikanischen Fernsehsender HBO gesendet. Die Erstausstrahlung der zweiten Staffel wurde vom 14. Juni bis zum 13. September 2009 auf HBO gesendet. Die Erstausstrahlung der dritten Staffel war vom 13. Juni bis zum 12. September 2010 auf HBO zu sehen. Die vierte Staffel wurde vom 26. Juni bis zum 11. September 2011 auf HBO ausgestrahlt.
Die zwölfteilige fünfte Staffel wurde im August 2011 von HBO geordert und wurde ab dem 10. Juni 2012 ausgestrahlt. Die Ausstrahlung der sechsten Staffel erfolgte vom 16. Juni bis zum 18. August 2013. Bereits Mitte Juli 2013 verlängerte HBO die Serie um eine siebte Staffel.

### Deutschland
Die deutschsprachige Erstausstrahlung der ersten Staffel sendete der deutsche Pay-TV-Sender 13th Street Universal vom 11. Mai bis zum 15. Juni 2009. Die deutschsprachige Erstausstrahlung der zweiten Staffel sendete 13th Street vom 13. Februar bis zum 20. März 2010. Die dritte Staffel wurde zwischen dem 4. November und dem 9. Dezember 2010, als deutschsprachige Erstausstrahlung und erstmals auch im Zweikanalton, auf Syfy ausgestrahlt. Die vierte Staffel lief vom 9. Februar 2012 bis 15. März 2012 auf Syfy. Auf iTunes wird seit Anfang Juli 2011 die vierte Staffel, jeweils gleich nach der US-Erstausstrahlung, mit deutschem Untertitel angeboten. Syfy begann die Erstausstrahlung der fünften Staffel am 18. November 2012 als Pay-TV-Premiere. Den Ausstrahlungsbeginn der sechsten Staffel kündigte der Sender für den 7. November 2013 an. Die deutsche TV-Premiere der finalen, siebten Staffel kündigte Syfy für den 2. Februar 2015 an.
Im Free-TV war die Serie ab 16. März 2011 auf RTL II zu sehen. Die Ausstrahlung der dritten Staffel endete dort am 23. November 2011.

### Schweiz
Die Free-TV Premiere der ersten Staffel sendete der Schweizer Sender SF zwei vom 17. September bis zum 3. Dezember 2009. Die Free-TV Premiere der zweiten Staffel sendet der Schweizer Sender SF zwei seit dem 26. August 2010.

## Kritiken
„‚True Blood‘ zielt auf eine erwachsene Zielgruppe, keine Teenies, ab und zieht eine grobe Spur aus Gedärmen und Blut hinter sich her, die durch den allgegenwärtigen schwarzen Humor wundervoll unterstrichen wird. ‚True Blood‘ bietet in jedem Fall einen angenehm blutigen Kontrast zu anderen auf dem Markt befindlichen Serien und die Autoren lassen sich einiges einfallen, um Serienliebhabern richtig einzuheizen. Für Serienliebhaber und Vampir-Fans ist ‚True Blood‘ daher ein absolutes Muss.“

„Verschwitzt und gleichzeitig von semiotischer Coolness, feucht-fröhlich und doch messerscharf kalkuliert: So erzählt diese Serie noch einmal vom Vampir als Projektionsfigur für eine verwaltete, von Sachzwängen regulierte Welt. Selten sah man Draculas Erben so depraviert, selten hatte man so viel Spaß dabei. Ob als emblematische Figur für aufstrebende Bürgerrechtsbewegungen oder als Chiffre für das Subjekt jenseits sozialer Zensur: Die ‚True Blood‘-Vampire sind blasser als ihre Vorgänger – und schillern umso mehr.“

„Neben der romantischen Liebesgeschichte und dem klassischen Gothic-Horror, angereichert mit einer Menge Sex, Blut und knackiger Dialoge, ist "True Blood" auch ein vielschichtiges Sittengemälde, ein abgründiges Gesellschaftsdrama gespickt mit Popkultur-Referenzen und aktuellen Bezügen…“

## DVD-Veröffentlichung
Vereinigte Staaten
- Staffel 1 erschien am 19. Mai 2009
- Staffel 2 erschien am 25. Mai 2010
- Staffel 3 erschien am 31. Mai 2011
- Staffel 4 erschien am 29. Mai 2012
- Staffel 5 erschien am 21. Mai 2013
- Staffel 6 erschien am 3. Juni 2014
- Staffel 7 erschien am 11. November 2014

Großbritannien
- Staffel 1 erschien am 26. Oktober 2009
- Staffel 2 erschien am 17. Mai 2010
- Staffel 3 erschien am 23. Mai 2011
- Staffel 4 erschien am 21. Mai 2012
- Staffel 5 erschien am 20. Mai 2013
- Staffel 6 erschien am 2. Juni 2014

Deutschland
- Staffel 1 erschien am 9. April 2010
- Staffel 2 erschien am 24. September 2010
- Staffel 3 erschien am 15. Juli 2011
- Staffel 4 erschien am 8. Juni 2012
- Staffel 5 erschien am 28. Juni 2013
- Staffel 6 erschien am 3. Juli 2014
- Staffel 7 erschien am 9. Juli 2015

## Comic-Serie
IDW Publishing bringt ab dem 30. Mai 2012 eine monatlich erscheinende Comic-Serie über True Blood heraus.

## Auszeichnungen
American Cinema Editors:
- 2009: Auszeichnung in der Kategorie Beste Einstündige Serie für die Folge Strange Love (1.01)

American Film Institute:
- 2009: Auszeichnung in der Kategorie Eines der zehn besten TV-Programme im Jahr 2009

Emmy Awards:
- 2009: Auszeichnung in der Kategorie Herausragender Cast in einer Drama-Serie
- 2009: Auszeichnung in der Kategorie Durchbruch-Performance für Sookie trifft Bill

Ewwy Awards:
- 2009: Auszeichnung in der Kategorie Beste Drama-Serie
- 2009: Auszeichnung in der Kategorie Bester Nebendarsteller in einer Drama-Serie für Nelsan Ellis

Genesis Awards:
- 2011: Auszeichnung in der Kategorie Drama-Serie für die Folge Am Boden der Tatsachen (3.07)

GLAAD Media Awards:
- 2011: Auszeichnung in der Kategorie Herausragende Drama-Serie

Golden Globe Awards:
- 2009: Auszeichnung in der Kategorie Beste Darstellerin in einer Drama-Serie für Anna Paquin

Mr. Skin Awards:
- 2009: Auszeichnung in der Kategorie Beste Serie

People’s Choice Awards:
- 2010: Auszeichnung in der Kategorie Beste Fernseh-Besessenheit

Satellite Awards:
- 2008: Auszeichnung in der Kategorie Bester Nebendarsteller in einer Serie, Miniserie oder in einem Fernsehfilm für Nelsan Ellis
- 2008: Auszeichnung in der Kategorie Beste Darstellerin in einer Drama-Serie für Anna Paquin
- 2009: Auszeichnung in der Kategorie Bestes Fernseh-Ensemble

Saturn Awards:
- 2011: Auszeichnung in der Kategorie Bester Darsteller im Fernsehen für Stephen Moyer
- 2011: Auszeichnung in der Kategorie Bester Gast-Darsteller im Fernsehen für Joe Manganiello

Scream Awards:
- 2009: Auszeichnung in der Kategorie Beste Serie
- 2009: Auszeichnung in der Kategorie Beste Darstellerin in einer Horror-Serie für Anna Paquin
- 2009: Auszeichnung in der Kategorie Bester Darsteller in einer Horror-Serie für Stephen Moyer
- 2009: Auszeichnung in der Kategorie Bester Bösewicht für Alexander Skarsgård
- 2010: Auszeichnung in der Kategorie Beste Serie
- 2010: Auszeichnung in der Kategorie Beste Darstellerin in einer Horror-Serie für Anna Paquin
- 2010: Auszeichnung in der Kategorie Bester Darsteller in einer Horror-Serie für Alexander Skarsgård
- 2010: Auszeichnung in der Kategorie „Holy Sh!t“-Szene im Jahr für Kopf während des Sex um 180 Grad gedreht
- 2011: Auszeichnung in der Kategorie Bestes Ensemble
- 2011: Auszeichnung in der Kategorie Bester Darsteller in einer Horror-Serie für Alexander Skarsgård
- 2011: Auszeichnung in der Kategorie Beste Breakout Performance für Joe Manganiello

Screen Actors Guild Awards:
- 2011: Auszeichnung in der Kategorie Beste Darstellung eines Stunt-Ensemble in einer Serie

Tubey Awards:
- 2009: Auszeichnung in der Kategorie Beste neue Serie
- 2009: Auszeichnung in der Kategorie Schuldigste-Genuss-Serie

TV.com Awards:
- 2009: Auszeichnung in der Kategorie Serie des Jahres 2009
- 2011: Auszeichnung in der Kategorie Beste Performance eines Nicht-Menschlichen Charakters für Alexander Skarsgård
- 2011: Auszeichnung in der Kategorie Sexiestes Fernseh-Paar für Anna Paquin & Stephen Moyer